# Crise econômica na Venezuela (2013–presente)
A crise econômica na Venezuela, também denominada depressão econômica venezuelana, ou colapso econômico venezuelano, refere-se ao deterioramento dos principais indicadores macroeconômicos na Venezuela durante o governo de Nicolás Maduro (no poder desde 2013), embora com antecedentes surgidos durante os últimos anos de seu antecessor no cargo, Hugo Chávez; bem como na crise dos anos 80 e 90, e cujas consequências se estenderam ao longo do tempo, não só no plano econômico como também no político e social do país sul-americano.
Os antecedentes da crise situam-se entre 2009 e 2012, período em que se prefiguraram alguns problemas que, com a queda generalizada do PIB a partir de 2013, produziriam uma grave crise econômica, social e até mesmo institucional. No período anterior à queda do PIB, o governo tentou controlar a situação por meio de um sistema de controle cambial da moeda, o que resultou em uma crise financeira bancária em 2009 devido à corrupção e ao mau uso das divisas, ao crescimento da dívida externa, à crise energética, à escassez de alimentos (por exemplo, em abril de 2010, a falta de farinha de trigo nas padarias tornou-se evidente devido ao controle de preços decretado desde 2003 – em razão da crescente diferença com a taxa de câmbio oficial controlada pela CADIVI –, bem como de outros produtos como açúcar, óleo, massa, leite em pó, margarina e farinha de milho e medicamentos); a crise bancária ocorrida em novembro de 2009 e em 2016, a nacionalização de empresas privadas e agroindustriais, a inflação, a dependência do petróleo, a falta de divisas (para indivíduos e empresas) e, por fim, o aumento do desemprego; fatores que levaram ao surgimento de movimentos sociais destinados a mudar o modelo econômico e produtivo, além de questionar o sistema político e exigir uma renovação democrática.
A redução do crédito aos empresários por parte dos bancos e das caixas de poupança, algumas políticas de gasto implementadas pelo governo central, o elevado déficit público das administrações municipais, a corrupção política, o deterioro da produtividade, e a alta dependência das importações são outros problemas que contribuíram para o agravamento da situação. A crise estendeu-se além da economia, afetando os âmbitos institucional, político e social, dando origem à denominada crisis en Venezuela que continua na atualidade, e além disso, entrou em um processo de hiperinflação, projetada pelo Fondo Monetario Internacional (FMI) em 10.000.000% para 2019, tornando-a uma das piores da América Latina. Para março de 2021, tornou-se evidente a escassez de transporte pesado devido à falta de combustível diesel. O ministro de planejamento Ricardo Menéndez declarou que a Venezuela vive 7 anos de recessão econômica.
Em janeiro de 2023, o dirigente empresarial Juan Pablo Olalquiaga, ex-presidente da Conindustria, afirmou que era um mito que “a Venezuela se resolveu” e opinou que, para recuperar a economia, é necessário um “governo legítimo”, o qual está intimamente entrelaçado com o resgate da educação e do hoje pervertido sistema judicial. Após os resultados das eleições presidenciais de julho de 2024, o economista Alejandro Grisanti Capriles, da firma Ecoanalítica, prevê que a Venezuela sofrerá um profundo isolamento financeiro com a permanência de Nicolás Maduro à frente do país. O especialista considera que se deve esperar que o FMI também não reconheça o novo governo de Maduro, razão pela qual este não poderá acessar os direitos especiais de saque (DEG) a que a Venezuela tem direito desde 2019.

## Antecedentes
A economia da Venezuela historicamente tem sido orientada para as exportações de petróleo e seus derivados, e tem dependido das importações de setores importantes, razão pela qual a cotação histórica do bolívar venezuelano expressa em unidades da moeda local por dólar estadounidense tem sido fundamental na tomada de decisões dos agentes econômicos. Desde meados do seculo manteve-se a estabilidade e a confiabilidade que caracterizavam o bolívar como unidade monetária, cuja última cotação livre de 18 de fevereiro de 1983 foi de 4,30 bolívares por dólar. A partir daí, a constante desvalorização do bolívar e o crescimento da dívida externa trouxeram complicações no pagamento desta, o acelerado deterioramento do poder adquisitivo e a implementação de um controle cambial denominado “Régimen de Cambio Diferencial” (RECADI) —que vigorou de 28 de fevereiro de 1983 a 10 de fevereiro de 1989 e que teve casos graves de corrupção durante o governo de Jaime Lusinchi—, eliminando assim a estabilidade cambial da moeda venezuelana.
Nos primeiros anos do mandato de Chávez, seus programas sociais recém-criados exigiram grandes investimentos para promover as mudanças desejadas no país. Em 5 de fevereiro de 2003, o governo criou o CADIVI, um sistema de controle cambial encarregado dos procedimentos de manejo de divisas. O pretexto de sua criação foi controlar a fuga de capitais, estabelecendo limites para indivíduos e empresas, oferecendo-lhes apenas uma quantidade fixa de moeda estrangeira. O prolongamento dessa medida levou, em três anos, ao estabelecimento de um limite para a entrega de moeda estrangeira, o que originou uma economia de mercado negro de divisas porque os comerciantes venezuelanos necessitavam de um fluxo confiável e constante de divisas para adquirir os produtos importados que o Estado não conseguia suprir. Para financiar seus programas sociais, o Governo permitiu ao Banco Central de Venezuela imprimir mais bolívares sem lastro, o que fez com que o bolívar continuasse a desvalorizar-se. A produção de petróleo caiu, a nacionalização de empresas causou estragos na economia e o país foi, paulatinamente, esgotando suas reservas.
Essa regulamentação cambial, estabelecida pelo governo, limitou a quantidade de moeda estrangeira que os comerciantes podiam receber para suas importações, incentivando a compra de divisas no mercado negro; a escassez e a falta de competição levaram ao aumento dos preços para venda ao público. As altas taxas no mercado negro dificultavam que as empresas comprassem os bens e insumos necessários, sendo essa a forma pela qual o governo pressionava essas empresas a, de tempos em tempos, regular seus preços. Isso fez com que as empresas vendessem seus produtos com baixa margem de lucro ou até prejuízo; por exemplo, as franquias venezuelanas do McDonald's ofereciam uma refeição do Big Mac por apenas 1 dólar. Devido aos baixos lucros obtidos, surgiu uma escassez, pois as empresas se tornaram incapazes de importar a quantidade necessária de bens dos quais a Venezuela dependia para funcionar. A maior empresa de produção de alimentos do país, Empresas Polar, declarou que possivelmente precisaria suspender parte da produção durante todo 2015, pois devia 463 milhões de dólares a diversos fornecedores estrangeiros. O último relatório de escassez na Venezuela mostrou que 22,4% dos produtos necessários não estavam em estoque. Esse foi o último relatório divulgado pelo governo, uma vez que o Banco Central deixou de publicar o índice de escassez mensalmente (a publicação ocorria com atraso de um ano ou mais). Isso originou um sistema de especulação – um mecanismo do governo para mascarar sua incapacidade de controlar a economia – o que pode gerar dúvidas futuras quanto à veracidade dos dados econômicos fornecidos.
Em 29 de maio de 2019, após 3 anos, o Banco Central de Venezuela admitiu uma hiperinflação de 53.798.500% entre 2016 e abril de 2019, ao publicar os dados do Índice Nacional de Preços ao Consumidor e indicar que, nos quatro primeiros meses de 2019, a inflação acumulada até abril foi de 1,047%. Segundo a Assembleia Nacional, a inflação acumulada para 2019 encerrou em dezembro em 7.374,4%, com um declínio contínuo nos últimos quatro meses. Em janeiro de 2020, a inflação voltou a repuntar, atingindo 65,4%. Para vários economistas, a hiperinflação continuará durante 2020, enquanto não se estimule a produção nacional e se priorize a importação de matéria-prima para reativar a indústria.

### Inflação
Devido à falta de uma boa administração, ao mau manejo das receitas do “boom” petrolífero e ao endividamento excessivo no quinquênio 2005–2010, a dívida venezuelana aumentou. Tradicionalmente, a Venezuela exporta todo o seu petróleo para o exterior, e os primeiros sintomas da inflação no país surgiram em 2007 – naquele ano, a inflação fechou em 22,45%; em 2008, em 31,9%; e o “boom” petrolífero de 2008 permitiu que 2009 registrasse uma inflação de 26,91%. A má administração dos fundos públicos, com o uso de recursos do FONDEN para a compra de títulos da dívida argentina – o que permitiu a especulação com o dólar paralelo e com bancos de amigos corruptos – ocasionou gastos e perdas, agravadas por uma onda de expropriações decorrentes da aplicação do controle de preços e de políticas do governo populista. O mau investimento na compra de instrumentos da Lehman Brothers na Bolsa de Nova Iorque, após a quebra da empresa em setembro de 2008, fez com que o FONDEN perdesse 80% de seu investimento – em outras palavras, o Estado venezuelano apostou em lucros e perdeu 700 milhões de dólares.
O ano de 2010 fechou com uma inflação de 27,35%, uma das mais altas da América Latina e, com a queda da producção petrolera, surgiria mais tarde o segundo “boom” petrolífero, porém sem melhorar os indicadores da produção nacional, nem alterar os gastos públicos e a política econômica (com gasolina “dada de graça” e outros serviços), aliado ao esgotamento das reservas de divisas devido a uma corrupção desenfreada que gerou a crise bancária de 2009.
A crise energética dos anos 2014 produziu uma tendência inflacionária. Em junho de 2013, a inflação acumulada nos últimos doze meses foi de 51,53%. A queda abrupta da produção de petróleo e a redução dos preços, após o “boom” petrolífero entre 2014 e 2016, aumentaram os temores de hiperinflação – a Venezuela alcançou a taxa de inflação mais alta dos últimos 35 anos, em 2015, e, em novembro de 2017, a Assembleia Nacional declarou que o país havia entrado em um processo de hiperinflação, algo sem precedentes na história venezuelana. Em dezembro daquele ano, a economia continuou a se contrair enquanto a inflação voltava a subir. Entre 2017 e 2018, os preços aumentaram 2616%, e esse aumento, combinado com medidas de austeridade e alto desemprego, impactou negativamente o nível de vida dos venezuelanos. Ao mesmo tempo, os salários médios (reais) diminuíram e o poder de compra foi consideravelmente reduzido. Em 20 de agosto de 2018, foi eliminado o dólar DIPRO – que estava cotado a 10 bolívares por dólar, considerado o dólar preferencial – e revogada a lei do Regime Cambial e dos ilícitos cambiais, bem como o artigo 138 do decreto-lei do Banco Central de Venezuela, publicado na Gaceta Oficial de Venezuela nº 41.452 de 2 de agosto de 2018. Em 2019, a inflação diminuiu, e novas medidas – como a autorização para a venda de dólares através dos bancos para pessoas físicas e jurídicas – permitiram continuar controlando a inflação.
| 2006    | 2007    | 2008   | 2009    | 2010    | 2011    | 2012    | 2013    | 2017      | 2018          | 2019      | 2020      | 2021    | 2022   |
| 16,96 % | 22,45 % | 31,9 % | 26,91 % | 27,35 % | 28,98 % | 19,53 % | 51,53 % | 2 583,7 % | 1 698 488,2 % | 7 374,4 % | 3 713,0 % | 660,0 % | 305,7% |

## Indicadores da crise

### Desemprego
Em 30 de abril de 2012, foi aprovada a nova lei orgânica do trabalho, pela qual os vendedores informais de rua foram incluídos como trabalhadores formais, alterando assim o índice de desemprego; naquele ano, segundo dados do INE, o desemprego caiu historicamente para 890.000 pessoas (7,82% da população ativa). Dessa forma, disfarçou-se o início da perda de postos de trabalho; posteriormente, registrou-se um recorde histórico no primeiro trimestre de 2016 com mais de 2.700.000 desempregados (18%), com um desemprego juvenil (para menores de 25 anos) superior a 349.000 pessoas (26,5%). A crisis en Venezuela afetou especialmente os jovens, com uma taxa de desemprego juvenil superior a 30% em 2016. Para 2020, o desemprego foi estimado em 58,3% e um estudo do BID descreveu uma taxa de 42,23% durante 2022; em seu relatório anual de 2023, Nicolás Maduro afirmou que o desemprego estava em 7,8%.
A seguir, apresenta-se uma tabela com as cifras de desemprego do primeiro trimestre de cada ano:
| Mandato      | Período | Desemprego total | Salário mínimo (dólar) (mês de maio do ano) |
| ------------ | ------- | ---------------- | ------------------------------------------- |
| III (Chávez) | 2007 T1 | 8,49 %           | $250.91                                     |
| III (Chávez) | 2008 T1 | 7,35 %           | $383.89                                     |
| III (Chávez) | 2009 T1 | 7,88 %           | $223.88                                     |
| III (Chávez) | 2010 T1 | 8,51 %           | $245.74                                     |
| III (Chávez) | 2011 T1 | 8,2 %            | $255.50                                     |
| III (Chávez) | 2012 T1 | 7,82 %           | $289.80                                     |
| I (Maduro)   | 2013 T1 | 7,47 %           | $127.82                                     |
| I (Maduro)   | 2014 T1 | 7,99 %           | $80.16                                      |
| I (Maduro)   | 2015 T1 | 14,02 %          | $22.92                                      |
| I (Maduro)   | 2016 T1 | 18,1 %           | $33.06                                      |
| I (Maduro)   | 2017 T1 | 25,3 %           | $32.74                                      |
| I (Maduro)   | 2018 T1 | 33,3 %           | $2.04                                       |
| I (Maduro)   | 2019 T1 | 47,9 %           | $6.09                                       |
| I (Maduro)   | 2020 T1 | 58,3 %           | $2.55                                       |
| I (Maduro)   | 2021 T1 | —                | $3.26                                       |
| I (Maduro)   | 2022 T1 | 40,23%[43]       | $30.22                                      |
| I (Maduro)   | 2023 T1 | —                | $4.95                                       |
- Fonte: Salário mínimo na Venezuela
- Nota: O Instituto Nacional de Estatística (INE) do país caribenho não divulga a taxa de desemprego de 2018 a 2021.[46]

### Produto Interno Bruto

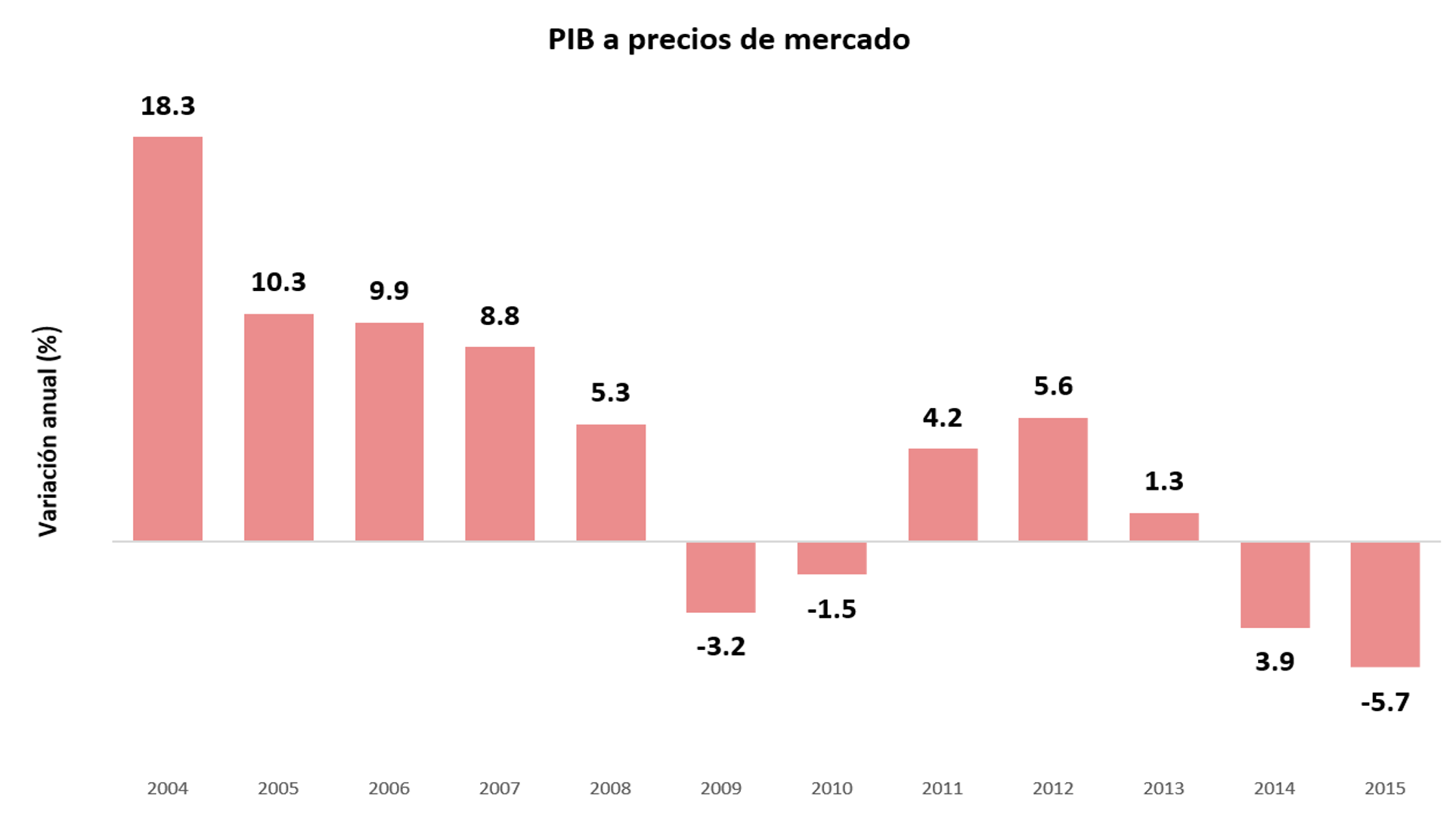
Evolução da variação anual do PIB a preços constantes de 1997 (2004–2015) segundo o Banco Central de Venezuela

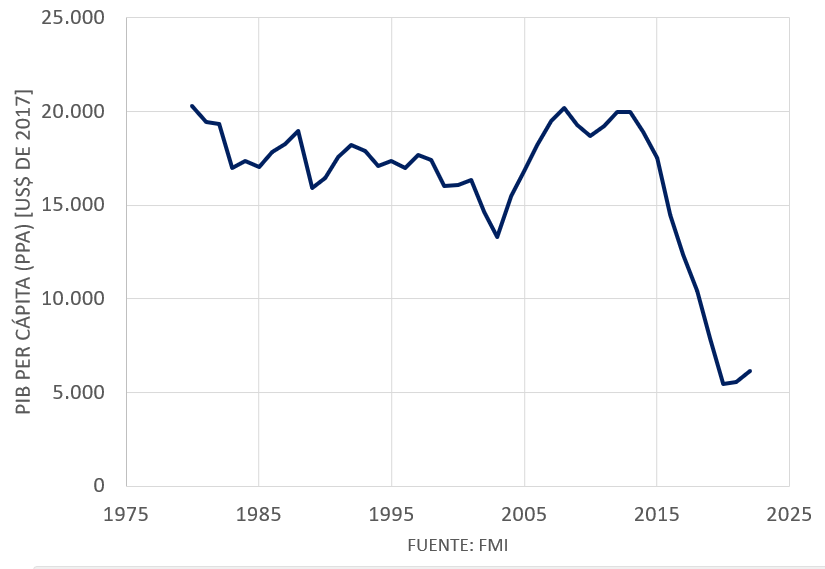
Evolução histórica do PIB per capita em (PPA) a preços constantes (em dólares de 2017), segundo o FMI.

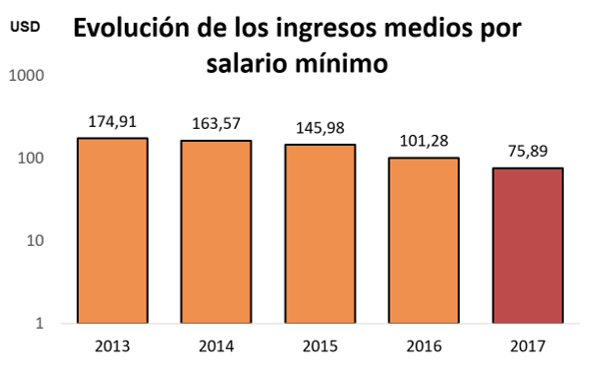
Rendimento do salário mínimo de acordo com o INE

O Produto Interno Bruto (PIB) registrou uma contração contínua durante o primeiro semestre de 2013, o que levou a Venezuela a entrar em recessão no terceiro trimestre de 2014. Essa série de recessões fez com que o PIB per capita passasse de ser o quinto da média da América Latina em 2011 para representar o sexto em 2017. O PIB per cápita atingiu um mínimo em 2020 e, desde então, apresentou apenas uma modesta melhora.
Como consequência da queda da atividade econômica, a receita do governo passou de 26,1% do PIB para 5,9% em 2019; entretanto, a impossibilidade de reduzir os gastos a curto prazo levou ao aumento do endividamento governamental. O estado de bem-estar social caiu notoriamente e, somado à grave situação econômica, provocou o êxodo maciço de venezuelanos para o exterior – entre 2016 e 2022, o país perdeu 3,8 milhões de habitantes.
Somente a partir de 2022 foi observada uma melhora, com um crescimento de 18%, após uma contração superior a 75% do PIB.

### Classificações de crédito
De acordo com muitas agências de classificação, no início de 2013, as classificações de crédito da Venezuela foram rebaixadas para "títulos de baixo investimento" ou abaixo do grau de investimento, com perspectivas negativas. Em pouco mais de um ano, a Standard & Poor's rebaixou a classificação de crédito da Venezuela em três ocasiões: de B+ para B em junho de 2013, de B para B–, em dezembro daquele ano e de B– para CCC+ em setembro de 2014. A Fitch Ratings rebaixou todas as classificações de crédito da Venezuela em março de 2014, de B+ para B. Em dezembro de 2013, a Moody's Investors também rebaixou ambas as classificações – de (B1) e de moeda estrangeira (B2) para Caa1. As razões para tais mudanças foram o grande aumento na probabilidade de um colapso econômico e financeiro, devido às políticas do governo venezuelano e a uma taxa de inflação “descontrolada”.

### Índice de preços ao consumidor

Inflação na América Latina. Escala logarítmica. FMI

Durante a primeira metade de 2013, os preços começaram a subir consideravelmente, fazendo com que a variação anual do Índice de Preços ao Consumidor (IPC) em dezembro daquele ano atingisse 56,2%. A inflação anual alcançou um recorde histórico de 68,5% em dezembro de 2014, devido à desvalorização da moeda e, após meses de aumentos, entrou pela primeira vez, desde que se registram dados, num período prolongado de hiperinflação, atingindo 50,6% somente em outubro de 2017.

### Dívida externa sem controle

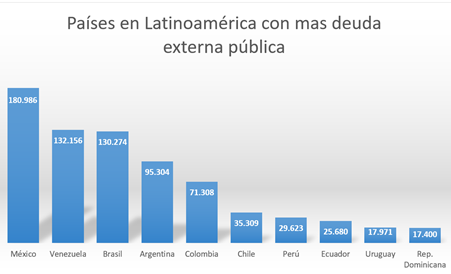
Países na América Latina com maior dívida externa pública, de acordo com a CEPAL

A dívida pública, que representou 34,62% do PIB em 2010, após a Assembleia Nacional alterar a Lei de Administração Financeira em 29 de março de 2009 e a Lei do BANDES, triplicou em três anos, situando-se em 52,1% em 2013, e em 2018 alcançou 161% do produto interno bruto. Em contrapartida, o prima de riesgo começou a disparar-se no final de 2014, atingindo uma alta pontuação de 3181 pontos, aumentando os temores de um possível resgate econômico do Fundo Monetário Internacional para a Venezuela. O prêmio de risco alcançou 5000 pontos base em agosto de 2017, superando oito vezes o prêmio de risco da Grécia.
| 2006   | 2007   | 2008   | 2009   | 2010   | 2011    | 2012    | 2016    | 2018    |
| 46.136 | 55.548 | 54.336 | 73.647 | 89.951 | 106.567 | 128.505 | 149.296 | 160,831 |

### Inadimplência bancária

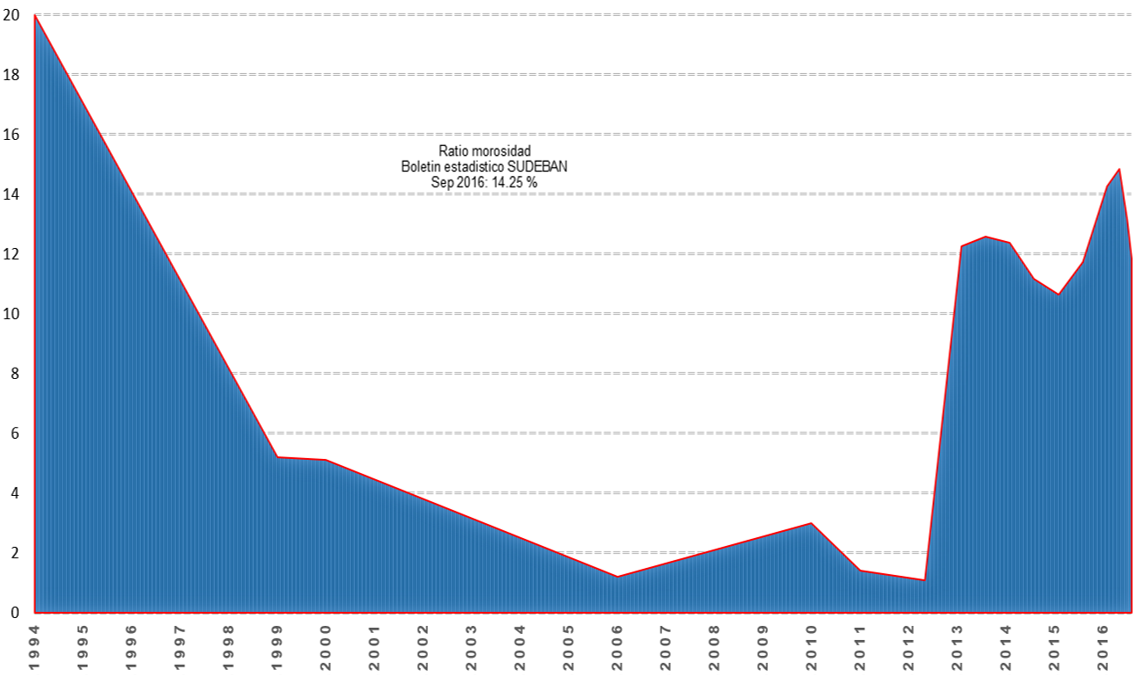
Evolução da taxa de inadimplência bancária segundo o boletim estatístico da SUDEBAN.

A taxa de inadimplência atingiu os níveis mais altos desde o início do uso deste indicador, superando inclusive os registrados durante a Crise bancária venezuelana de 1994. Em maio de 2014, a taxa máxima foi registrada em dezembro de 2013, com um valor de 14,14%.
Desde novembro de 2017, o governo vem atrasando o pagamento dos títulos soberanos e dos títulos PDVSA – um total de 17 tipos de papéis, dos quais 3 estão em default e os demais em mora, totalizando um valor de 2.014 milhões de dólares em março de 2018. Em janeiro de 2020, a Venezuela continuou a deixar de pagar sua dívida externa e vem acumulando juros elevados desde novembro de 2017.
Em maio de 2019, o presidente interino Juan Guaidó pagou os juros de um dos tantos títulos – os Títulos 2020 – no valor de 71,6 milhões de dólares, para tentar impedir uma ação judicial contra a subsidiária Citgo. Em outubro de 2019, o Departamento do Tesouro interveio para evitar que os credores dos títulos PDVSA2020 iniciassem o embargo da Citgo por uma dívida de US$ 913.401 milhões, que vence em 28 de outubro; a empresa Citgo está avaliada entre 8 e 10 bilhões de dólares e foi dada em garantia por Nicolás Maduro, sendo considerada por muitos economistas um péssimo negócio.

### Alimentos e produtos
Políticas criadas pelo ex-presidente Hugo Chávez mergulharam o país em uma escassez já experimentada nos inícios da crise. Essas políticas foram continuadas pelo Presidente Maduro, intensificando a escassez, devido à política do governo venezuelano de reter dólares americanos de todas as importações, por meio do controle de preços.

## Política econômica do governo de Hugo Chávez (2007–2012)

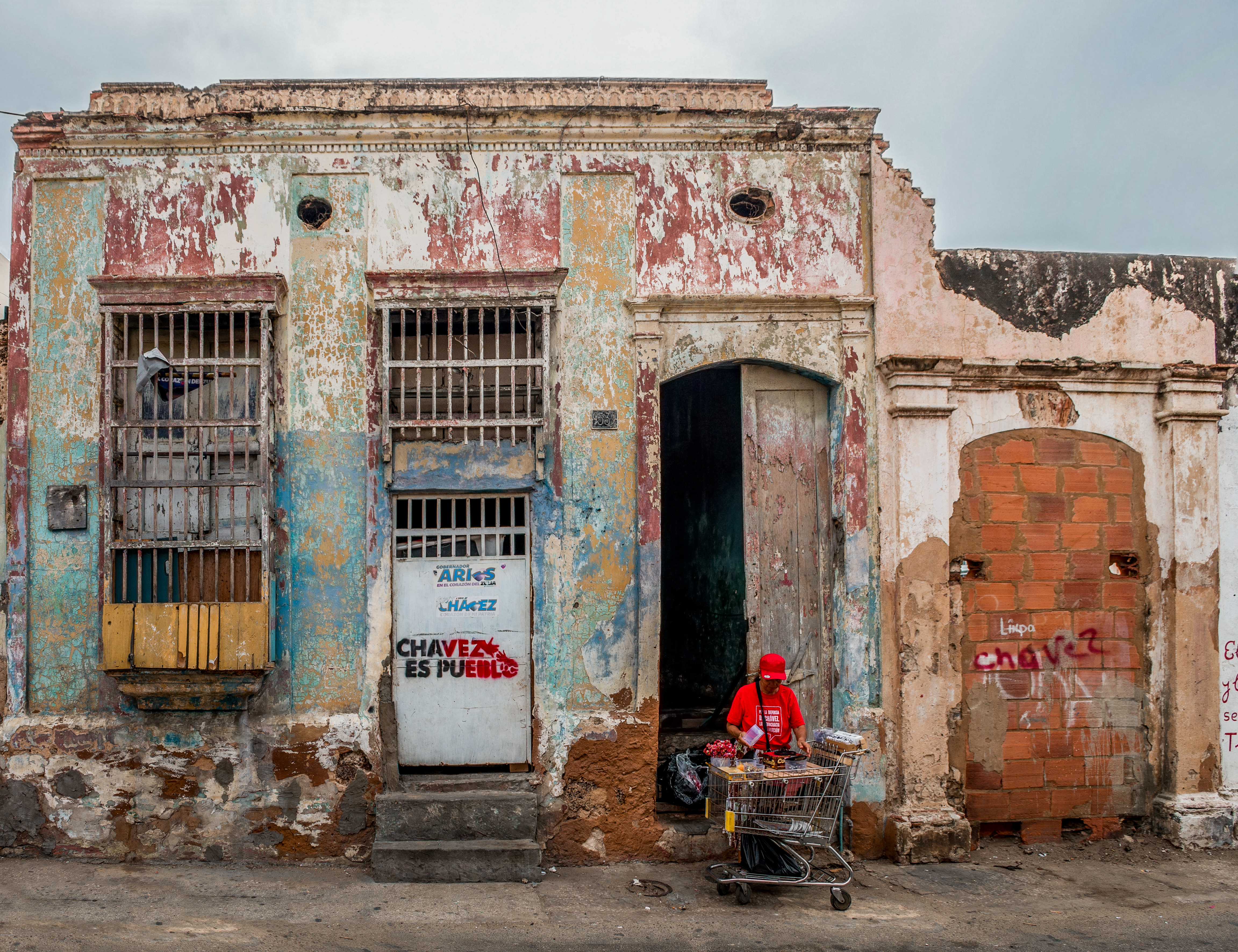
Mulher com vestimenta chavista sai de sua casa deteriorada com propaganda na fachada. No final do governo de Hugo Chávez

Os efeitos da crise econômica começaram a se manifestar após a metade do terceiro mandato de Hugo Chávez.

### Primeiros sinais de deterioro econômico (2009)
9 de agosto de 2007 é a data que os analistas apontam como o início da crise econômica em escala mundial. Nesse dia, como consequência da crise das hipotecas subprime, ocorreram as primeiras grandes falências de instituições financeiras norte-americanas, dedicadas ao crédito hipotecário e à titulização de ativos. Entretanto, a Venezuela vivia um “boom” petrolífero de 2004 a 2008 em um governo que controlava todo o poder legislativo, permitindo o abuso de um endividamento exagerado em acordos bilaterais com a China e a emissão de títulos da República com vencimentos a 10, 12 e 15 anos, os quais, anos mais tarde – entre 2017 e 2019 – marcaram o deterioramento econômico do país, com atrasos nos pagamentos e inflação acelerada.

### Campanha eleitoral (agosto de 2012)
Por outro lado, a situação política naquele momento era de pré-campanha eleitoral, com os olhos voltados para as eleições presidenciais de 2012. O governo de Chávez, à frente do Ministério da Economia, propôs medidas populares eleitorais de grande impacto social e econômico, como a criação de cerca de 3 milhões de empregos nos próximos 7 anos, ao mesmo tempo que afirmava que a situação econômica venezuelana estava “na maior aceleração econômica”.

### Reeleição de Chávez (outubro de 2012)
Após a campanha eleitoral, Chávez venceu as eleições de outubro de 2012, embora sem maioria absoluta. O primeiro conjunto de medidas aprovado pelo novo governo para mitigar a desaceleração da economia venezuelana foi um mecanismo secundário de entrega de divisas com uma taxa de câmbio superior à oficial, administrado pelo Banco Central de Venezuela e atrelado à permuta de títulos da dívida. Nos meses seguintes, foram divulgados mais dados sobre inflação e escassez.

### Falecimento de Chávez (março de 2013)
Devido ao seu delicado estado de saúde, Hugo Chávez nunca pôde exercer as atribuições de seu cargo em seu quarto mandato presidencial, que se iniciaria em janeiro de 2013. Ele delegou suas responsabilidades ao seu vice, Nicolás Maduro. Mesmo assim, ele permaneceria apenas por alguns meses até seu falecimento em março daquele mesmo ano.

## Política econômica do governo de Nicolás Maduro (2013–atualidade)
Após negar, inicialmente, a existência da crise, o governo de Maduro tomou medidas econômicas desvinculadas do programa eleitoral: aumentou o preço da gasolina, o salario mínimo e as pensões, aprovou um novo cone monetário e uma nova lei trabalhista que desencadeou uma greve geral. Todas essas medidas tinham caráter social, mas não incluíram ações para aumentar a produção e estimular a atividade econômica. Além disso, o governo possuía compromissos a cumprir com a China e a Rússia, e precisava pagar os títulos da dívida. Ainda, teve que enfrentar processos judiciais envolvendo multinacionais como ExxonMobil, ConocoPhillips e Cristalex, além de problemas internos com companhias aéreas, importadores, escassez de produtos agrícolas e uma política de controle que impedia o crescimento da indústria nacional.
No início de 2013, diversos dados indicaram um notável deterioramento da situação econômica venezuelana. A inflação disparou para níveis não vistos em doze anos, prejudicada pela queda dos preços do petróleo e pela escassez de alimentos básicos; o desemprego começou a crescer, chegando a quase 400 mil pessoas; foram observadas quedas no consumo dos lares, nas vendas do comércio varejista, no índice de producção industrial, no déficit fiscal e na arrecadação do IVA, entre outros indicadores.

### Eleição presidencial de Nicolás Maduro em 2013

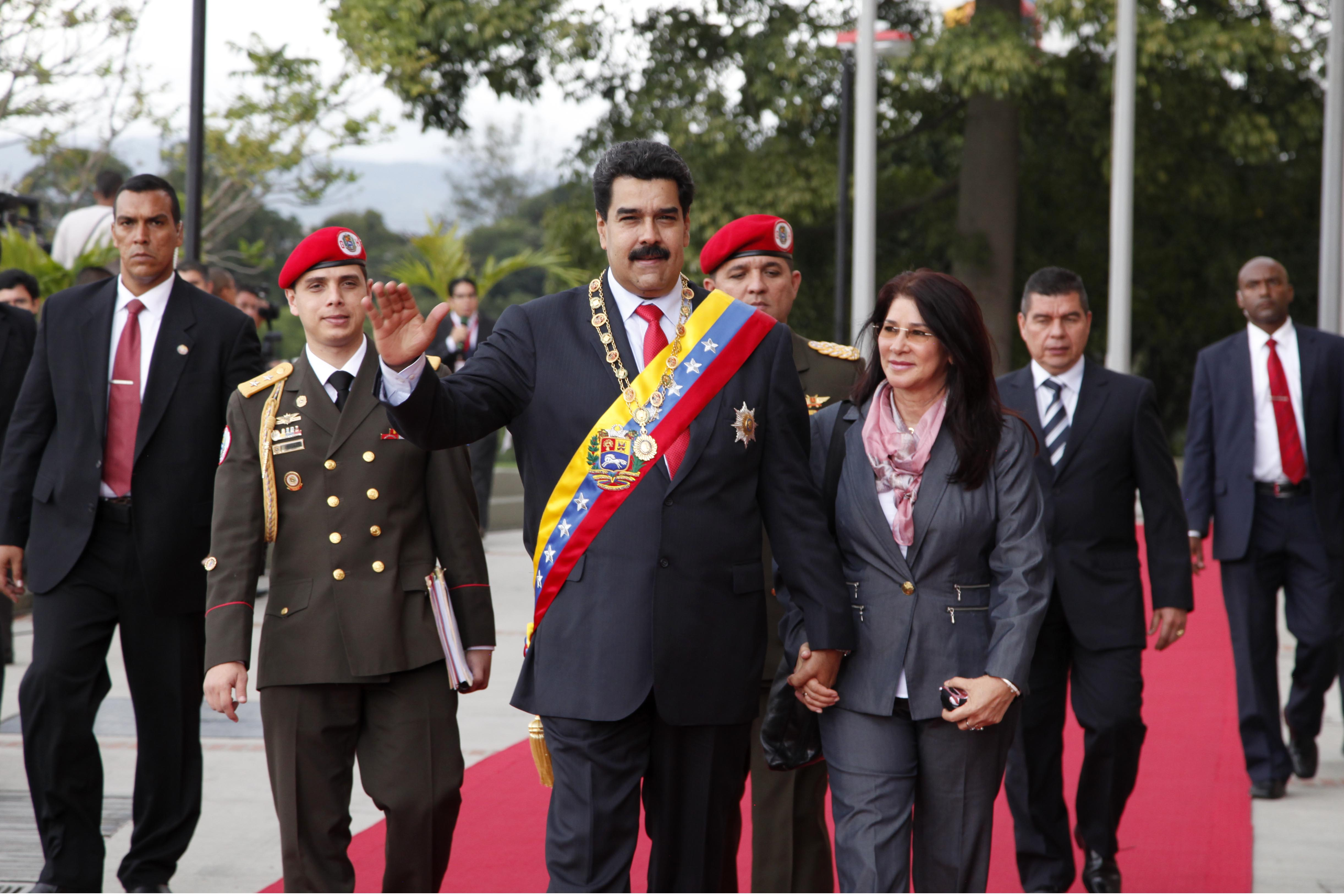
Nicolás Maduro na II Cúpula do ALBA-TCP-Petrocaribe, em 17 December 2013

Em 14 de abril de 2013, foram realizadas as eleições presidenciais, nas quais Nicolás Maduro saiu vencedor. O presidente assumiu o cargo de chefe de governo em 19 de abril de 2013.
As primeiras medidas tomadas, em novembro de 2013, foram as seguintes:
- Será criada a Corporação Nacional de Comercio Exterior.
- Haverá um orçamento de divisas destinado a regular as necessidades de dólares do país, “calculados” e “orçados”.
- Será estabelecida uma lei rígida de controle de preços.
- Implementação da “operação cívico-militar” para inspecionar empresas e comércios, com o objetivo de combater o “acaparamento e a especulação”.[86]

Nos meses seguintes, foram divulgados mais dados sobre inflação e escassez, e o governo precisou rever suas previsões de crescimento econômico para 2013. Maduro continuou a negar a crise econômica, chamando-a de “guerra econômica” ou “fragilidades econômicas”, e destacou os feitos do governo anterior, sem descartar a aplicação de novas medidas de estímulo.

### Gira internacional (junho de 2013)

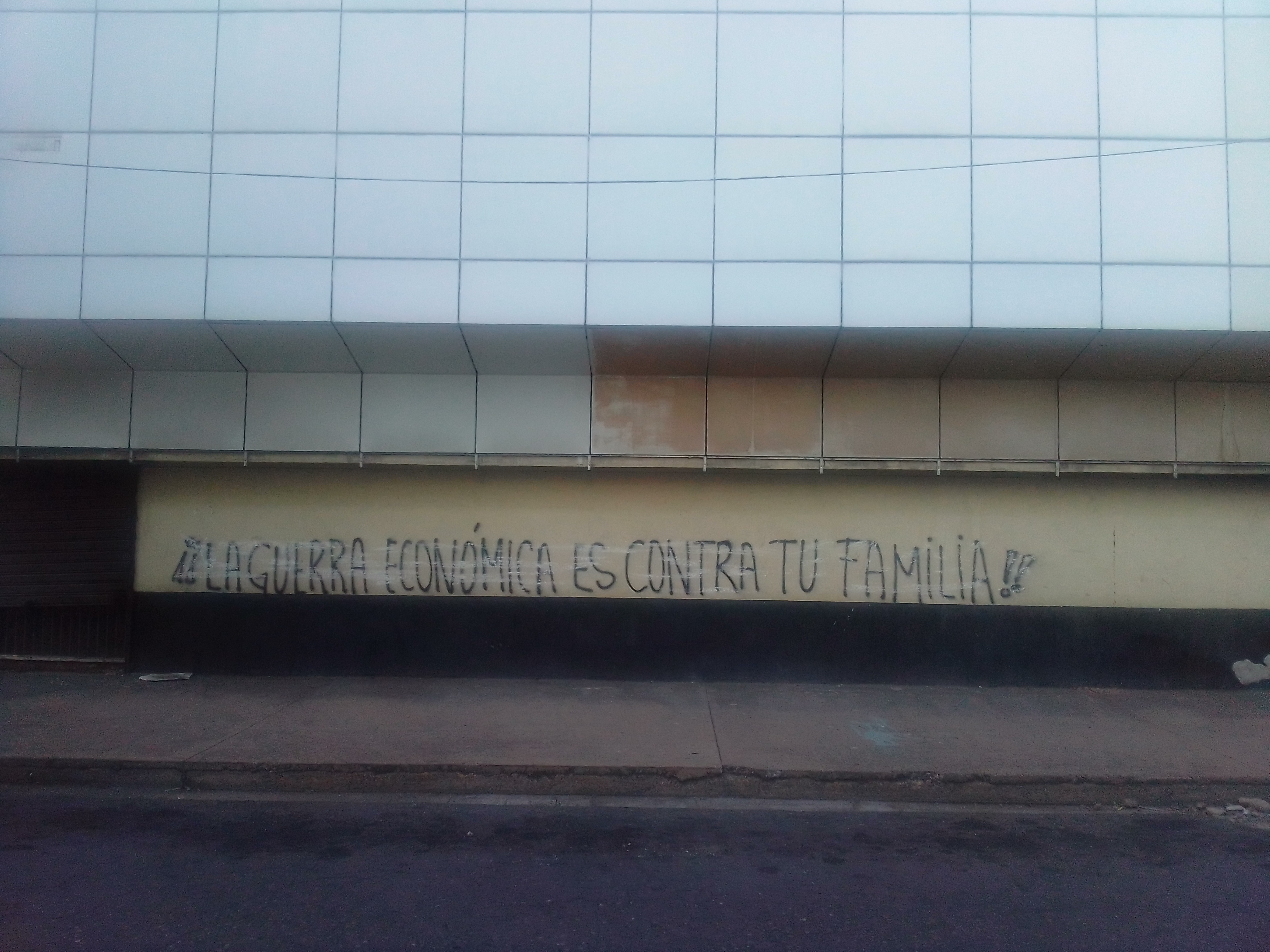
Graffiti que culpa uma suposta guerra econômica pela crise

Em meados de junho de 2013, o presidente Nicolás Maduro iniciou uma gira internacional por vários países da Europa, que teve início na Itália e na Cidade do Vaticano, onde foi recebido pelo Papa, a quem Maduro pediu a canonização de José Gregorio Hernández.
O segundo país visitado foi Portugal, onde participou da VIII comissão mista Portugal–Venezuela. Nela, foram firmados 14 acordos de cooperação bilateral, principalmente nas áreas de tecnologia, alimentação, saúde, esportes e cultura. A gira finalizou na França, onde Maduro se entrevistou com o presidente François Hollande. O líder expressou o desejo de desenvolver uma aliança estratégica antes do final do ano.
Após a gira, o primeiro mandatário venezuelano participou do Foro de Países Exportadores de Gas em Moscou. Durante a cúpula, foi realizado um tributo ao falecido presidente Hugo Chávez no teatro Nueva Ópera. Maduro aproveitou a visita para anunciar uma “aliança estratégica” com a Rússia.

### Apagão nacional (setembro de 2013)
Em 3 de setembro de 2013, um apagão deixou 70% do país sem eletricidade por cerca de três horas, durante o dia. Outro apagão generalizado ocorreu em 2 de dezembro de 2013, dias antes das eleições municipais em todo o país. Após as 20:00 (hora local), a eletricidade começou a ser restabelecida em uma ou duas horas; entretanto, em áreas mais remotas dos 29 milhões de habitantes, a falta de luz perdurou até altas horas da noite.

### Plano produtivo (novembro de 2013)
No final de novembro de 2013, Maduro admitiu, em discurso perante grandes empresários, que existiam «dificuldades sérias» numa economia de «crescimento fraco e alta inflação», reconhecendo que a economia venezuelana crescerá «abaixo de 2%». Para mitigar as consequências do deterioramento econômico, da perda de empregos e da escassez, Maduro anunciou um plano para manter as empresas em atividade durante dezembro e janeiro. Entre as medidas mais significativas, destacou-se a criação da “Corporação Nacional para la Logística y Servicio de Transporte del Comercio Interno”, com o objetivo de melhorar o transporte e a distribuição de produtos.
Plano de Natal Feliz e Dakazo

I have immediately ordered the occupation of that network (Daka) and to put the products up for sale to the people at a fair price. All products, let nothing remain on the shelves!

President Nicolás Maduro
O Dakazo refere-se a um conjunto de medidas adotadas pelo governo venezuelano com o objetivo de forçar as lojas de varejo de eletrônicos e artigos para o lar a venderem seus produtos a preços baixos, tendo a Daka como a loja mais importante, ocorrida em 8 de novembro de 2013, semanas antes das eleições municipais e um mês antes do Natal. O governo venezuelano afirmou que a Daka havia etiquetado os preços de seus produtos com um acréscimo de mais de 1000%, devido aos controles de divisas do governo, a existência de um mercado negro de divisas autorizado para as importações e à corrupção entre vendedores e funcionários governamentais. O anúncio da redução de preços provocou saques em lojas e depósitos em várias cidades da Venezuela. Os ajustes forçados de preços na Daka ajudaram o partido governante, o PSUV, a obter vitórias em algumas eleições municipais, Entretanto, a venda massiva de bens resultou em ainda maior escassez nos meses seguintes às eleições.A seguir, a tradução completa do texto para o português, mantendo a formatação original e convertendo as templates de referência para inglês:

### Insumos médicos (fevereiro de 2014)
Em fevereiro de 2014, médicos do Hospital Médico Universitário de Caracas deixaram de realizar cirurgias devido à falta de suprimentos.
A política de câmbio do governo tornou difícil importar medicamentos e outros suprimentos médicos em Venezuela.
O diretor executivo da Associação Venezuelana de Hospitais e Clínicas explicou como, em menos de um mês, a escassez de 53 produtos médicos aumentou para 109 produtos e como o sistema CADIVI era o culpado, já que 86 % dos suprimentos médicos são importados.
Um relatório da Associated Press de 22 de fevereiro apontou que “grupos de doentes em todo o país” estavam sendo “esquecidos por um sistema de saúde em colapso após anos de deterioração.” Médicos de um hospital mandaram para casa 300 pacientes com câncer… quando a escassez de suprimentos e o excesso de equipamentos impossibilitaram a realização de cirurgias que não são de emergência. “O governo controla” os dólares necessários para comprar suprimentos médicos, “simplesmente não há dólares suficientes” disponíveis para esses insumos, informou a AP. Como consequência, “muitos pacientes começaram a morrer por doenças facilmente tratáveis, após o declínio econômico da Venezuela se acelerar depois da morte de Chávez.” Médicos comentaram que é impossível “saber quantos morreram, e o governo não mantém esses números atualizados, assim como não são publicadas estatísticas de saúde desde 2010. Entre os insumos criticamente escassos estavam agulhas, seringas e parafina utilizada em biópsias para diagnosticar o câncer; medicamentos para tratá-lo; equipamentos de sala de cirurgia; filme de raios-X e papel para formação de imagens; sangue e os reagentes necessários para que este possa ser usado em transfusões. No mês anterior, o Governo havia suspendido a doação de órgãos e transplantes. Além disso, mais de 70 por cento das máquinas de radioterapia agora não funcionam.”
O Dr. Douglas Natera, presidente da Federação Médica Venezuelana, disse: “Há dois meses pedimos ao governo para declarar uma emergência”, mas não houve resposta. A ministra da Saúde, Isabel Iturria, negou dar uma entrevista à AP, enquanto um vice-ministro da Saúde, Nimeny Gutiérrez, “negou na televisão estatal que o sistema estivesse em crise.”

### Primeira recessão da crise econômica venezuelana (2014-2015)

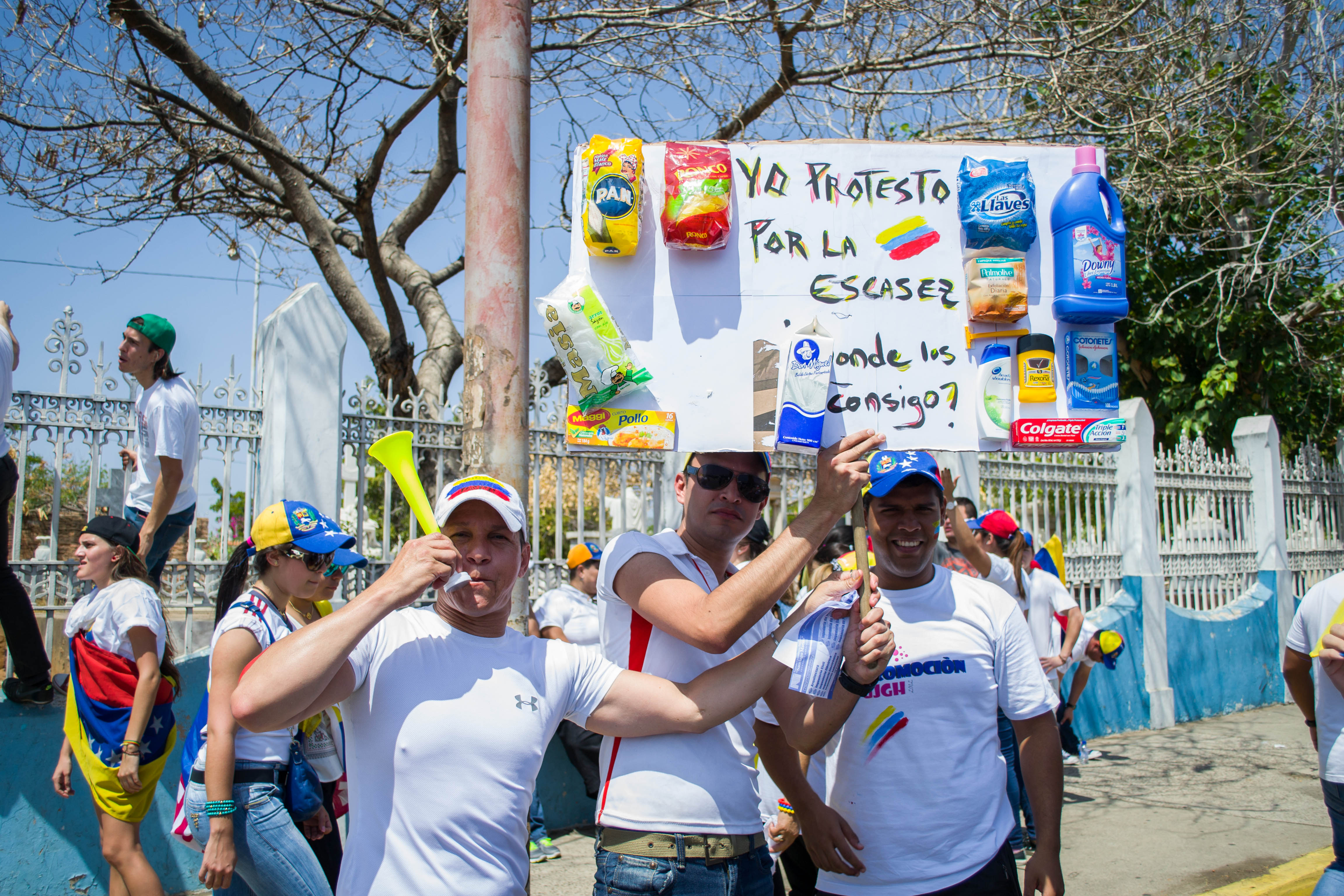
Um manifestante da oposição durante os protestos na Venezuela de 2014.

Durante o terceiro trimestre de 2014, a economia venezuelana entrou oficialmente em recessão, com o produto interno bruto (PIB) caindo 2,3 %, um declínio que se soma aos 4,8 % do primeiro trimestre. No segundo trimestre, foi reportada uma queda de 4,9 %.
Por outro lado, a escalada na destruição de empregos torna-se cada vez mais notável: em janeiro de 2015, ultrapassou-se a marca de um milhão de desempregados.
Em dezembro, a Venezuela tornou-se o país que mais destrói empregos no mundo, aproximando-se dos dois milhões de desempregados.

### Plano de ativação econômica (abril de 2014)

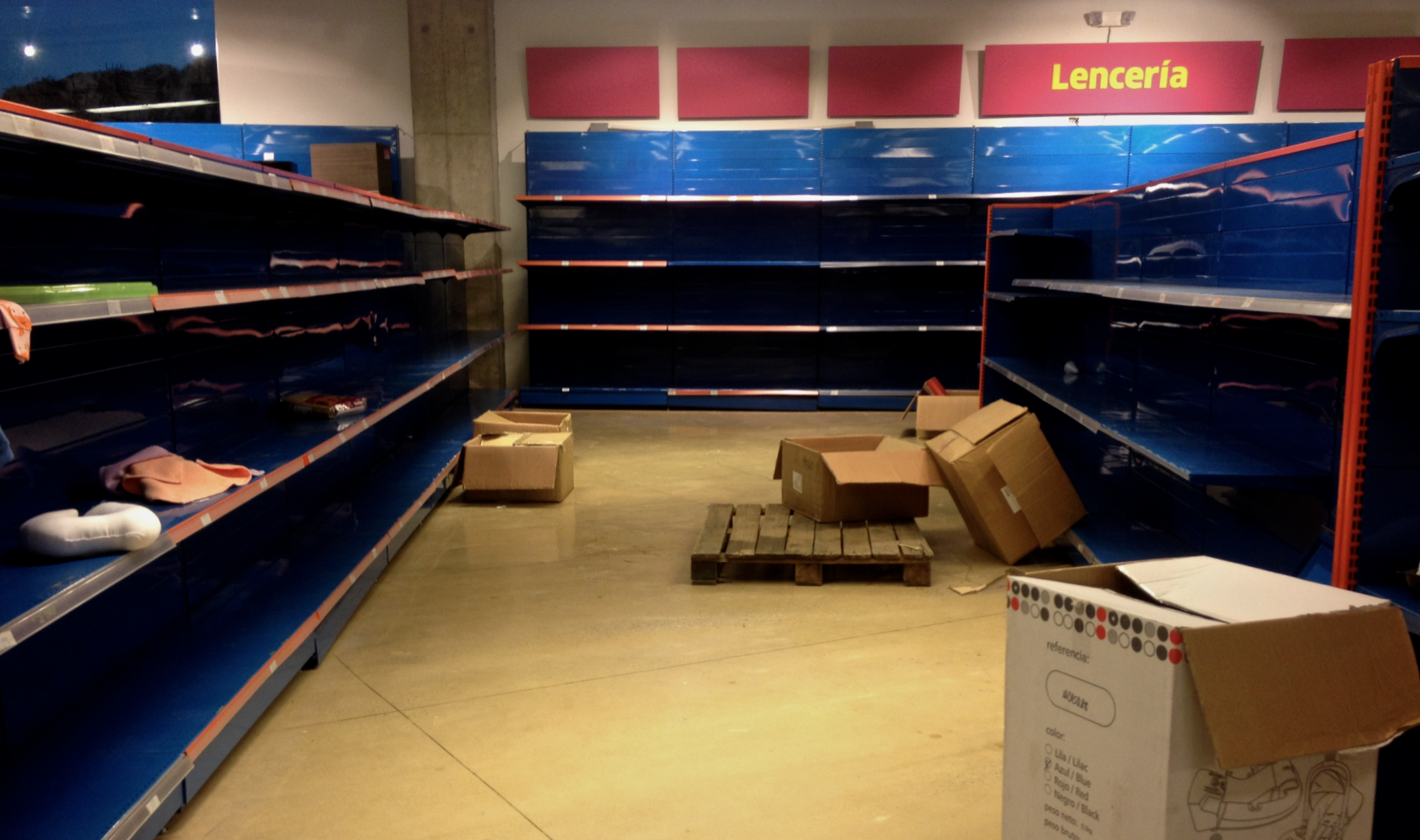
Escassez nas prateleiras das lojas venezuelanas em novembro de 2014.

Em 22 de abril de 2014, o presidente Maduro disse que tinha novos planos para uma “ofensiva econômica”, centrada em três objetivos: encontrar novas formas de estimular a produção econômica em todos os níveis do país, já que o crescimento havia caído em 2013 para 1,6 % após um recorde de 5,6 % em 2012; desmontar os obstáculos que dificultam a chegada dos produtos aos cidadãos comuns, como o aumento de inspeções e sanções às empresas que estejam realizando contrabando ou acaparamento de bens; continuar com a aplicação de uma “lei de preços justos”, que em alguns casos diminuía os lucros das empresas em 30 %.

### Cúpula dos BRICS (julho de 2014)

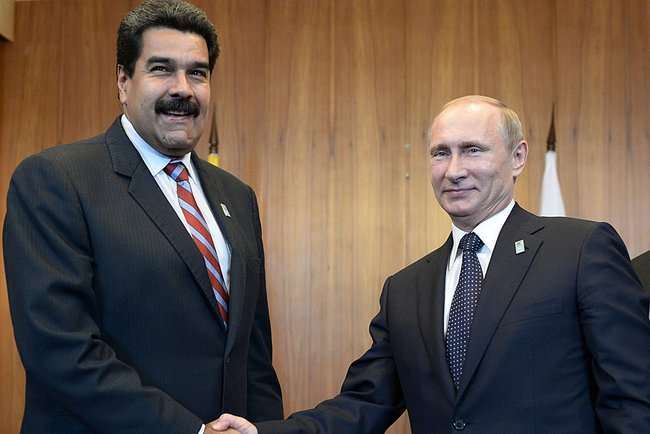
Recepção de Vladímir Putin a Maduro na cúpula dos BRICS.

Em julho de 2014, é realizada em Fortaleza a sexta cúpula dos BRICS, que reúne os países com as economias nacionais emergentes mais importantes do mundo. Embora a Venezuela não seja um dos países inicialmente convidados, após intenso trabalho diplomático, conseguiu participar do evento.
A cúpula concluiu com a aprovação por unanimidade de uma série de acordos e compromissos com o objetivo de reformar e fortalecer os mercados financeiros dos países membros, criando assim o Novo Banco de Desenvolvimento.
Neste contexto, Maduro negociou uma linha de crédito com o presidente russo Vladímir Putin para ajudar a mitigar a difícil situação enfrentada por milhares de famílias e empresas na Venezuela.

### Colapso do mercado petrolífero (agosto de 2014)
Estima-se que, em 2014, a produção de petróleo era de aproximadamente 2,7 milhões de barris por dia, 13 % a menos do que quando Hugo Chávez assumiu a presidência em 1999.
A escassez e o racionamento de gasolina são comuns em algumas áreas da Venezuela, que, segundo o governo venezuelano, são consequência do combate ao contrabando de combustível para a Colômbia.
PDVSA afirmou que o fornecimento de gasolina estava funcionando normalmente e que as longas filas nos postos de gasolina eram “rumores desestabilizadores de facções opositoras ao governo bolivariano”.
Em 5 de agosto de 2014, após várias tentativas de aumentar o preço da gasolina, o ministro do Petróleo e presidente da PDVSA, Rafael Ramírez, anunciou que a Venezuela elevaria os preços da gasolina para consumo doméstico. O governo estima que a PDVSA tinha perdas anuais de 12 500 milhões de dólares devido aos preços subsidiados da gasolina; a PDVSA pagava 28 vezes mais para produzir gasolina e 50 vezes mais pelo diesel do que os consumidores pagam nos postos.
No entanto, Rafael Ramírez foi retirado da presidência da PDVSA e do ministério do Petróleo no mês seguinte.
Em setembro de 2014, foi reportada a possível venda da Citgo, supostamente devido a uma “necessidade urgente de divisas” para pagar dívidas à China. A venda dos ativos da Citgo, segundo relatos, poderia estar entre US$ 8 mil e US$ 10 mil milhões. Os compradores potenciais poderiam apresentar ofertas para ativos individuais, que incluem refinarias, terminais, armazenamento e operações de venda por atacado.
Em outubro de 2014, os preços do petróleo na Venezuela caíram para o valor de quatro anos atrás, e o presidente Maduro convocou uma reunião de emergência com a OPEP.
Com os preços do petróleo na Venezuela a 77,65 dólares por barril, abaixo de US$ 15 desde o mês anterior, o presidente Maduro indicou mais tarde que, no orçamento da Venezuela para 2015, os preços do petróleo foram fixados em torno de 60 dólares por barril, contrastando com as médias anteriores de quase US$ 100 por barril.

#### Outras fontes

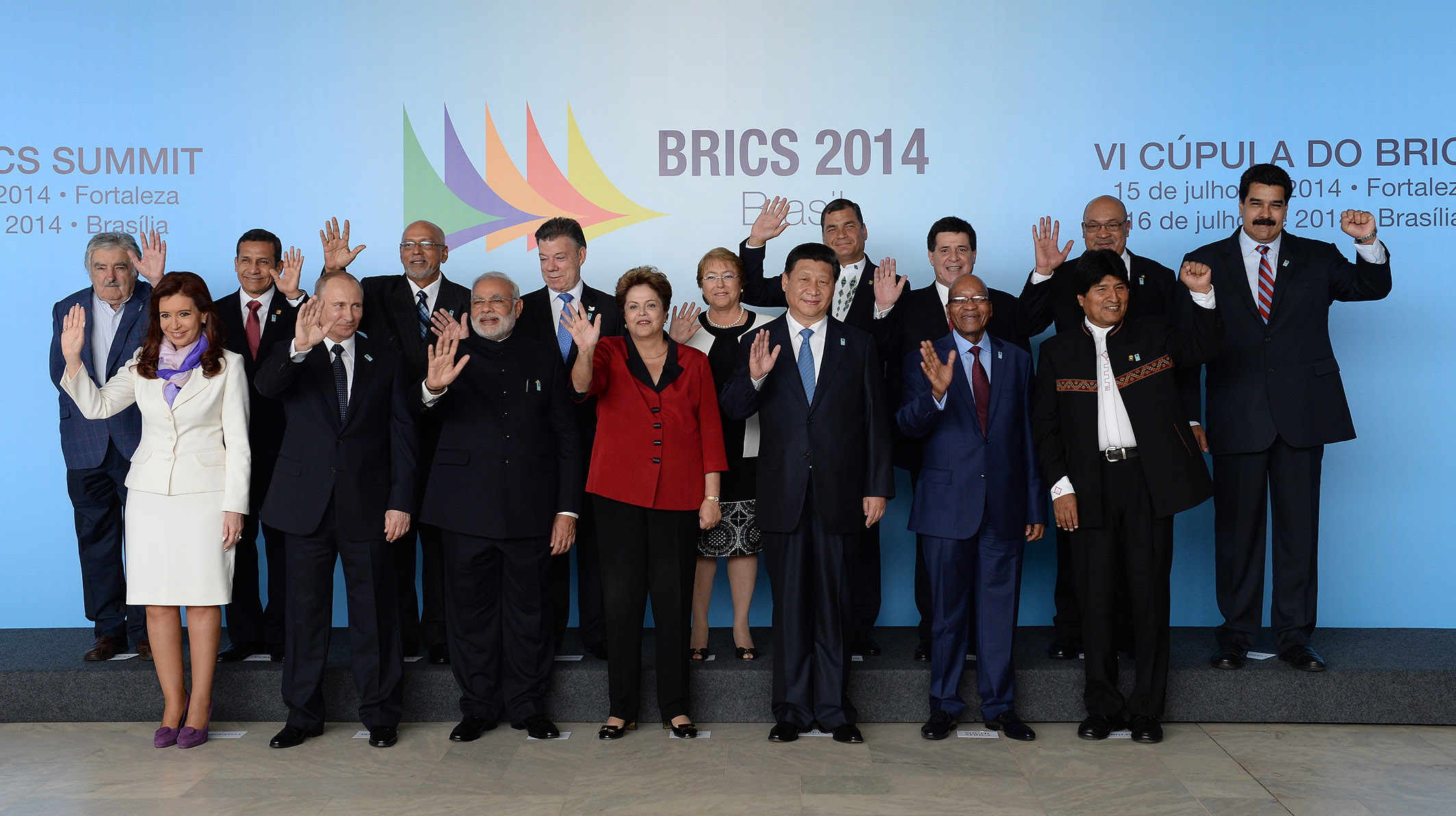
Fotografia oficial da Cúpula dos BRICS e América do Sul no Brasil.

Durante a crise econômica da Venezuela, a taxa de ouro extraído caiu 64,1 % entre fevereiro de 2013 e fevereiro de 2014, e a produção de ferro caiu 49,8 %.

### Corte de gastos sociais (dezembro de 2014)
Em dezembro de 2014, foi realizado um corte nos gastos públicos sociais no valor de cerca de 108.000 milhões de bolívares. Entre as rubricas cortadas, foi aplicada uma redução no salário dos funcionários.

### Financiamento (janeiro de 2015)
Em 4 de janeiro, Maduro iniciou uma viagem por Rússia, China, Irã, Arábia Saudita, Catar, Argélia e Portugal, buscando financiamento para seu governo e fazendo campanha para aumentar o preço do barril de petróleo, que havia caído drasticamente.

### Medidas de 2015
Em 2015, foi aprovado pelo Conselho de Ministros outro pacote de medidas, das quais as mais importantes são:
- Criação do SIMADI
- Reforma na Lei de Preços Justos.
- Unificação dos Ministérios do Indústria e do Comércio.
- Atribuição de 110.000 pensões.[135]

### Emergência econômica (janeiro de 2016)
Em 25 de janeiro de 2016, foi divulgado um Decreto de Emergência Econômica Nacional, pelo ministro da Economia Luis Salas. O decreto pretende garantir o bem-estar da sociedade venezuelana e minimizar a crise financeira, com medidas que ajudem a mudar de um modelo rentista para um modelo produtivo.
Dias depois, foi criada uma comissão para avaliar o “Decreto de Emergência” na Assembleia Nacional, dirigida pelo deputado José Guerra.
Quatro dias depois, a Assembleia Nacional rejeitou o decreto de emergência, alegando que a proposta aprofundaria a crise econômica.
Por sua vez, o presidente Nicolás Maduro anunciou que, para o setor exportador do país, a taxa de câmbio Sicad II passará para o SIMADI.

### Outras medidas econômicas (fevereiro de 2016)
Entre fevereiro e março de 2016, houve outra série de eventos econômicos que foram notícia:
- Aumento da gasolina, fixando em 1 Bs. para a de 91 octanas e em 6 Bs. para a de 95 octanas.[139]
- Aumento do salário mínimo para 11 578 Bs.[140]
- A moeda nacional é novamente desvalorizada; o sistema marginal de divisas (SIMADI) passa a ser um sistema complementar flutuante, passando de 1 dólar para 6,13 Bs. a 10 Bs.[141][142]
- Aumento do IVA.[143]

### Lançamento do novo cone monetário (dezembro de 2016)
Em 7 de dezembro, o BCV revelou as novas cédulas que começaram a circular na Venezuela, para enfrentar a inflação que já havia disparado para níveis históricos.

### A crise do BCV e suas consequências (dezembro de 2016)

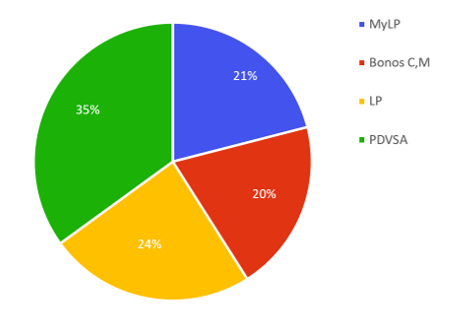
Dívida do estado venezuelano, 2016, Plataforma Auditoria Pública e Cidadã (PAPC)

Em 27 de dezembro, foi anunciada uma injeção monetária no BCV, que levaria à renúncia de seu presidente Nelson Merentes, ou à sua destituição segundo outras fontes.
Após alguns meses, a Fitch Group rebaixou a classificação de crédito da Venezuela para “CC”, citando a probabilidade de que o país caia em mora com suas obrigações.
Nessa semana, o risk premium da dívida venezuelana atingiu máximos históricos.

### Reforma constitucional (maio de 2017)

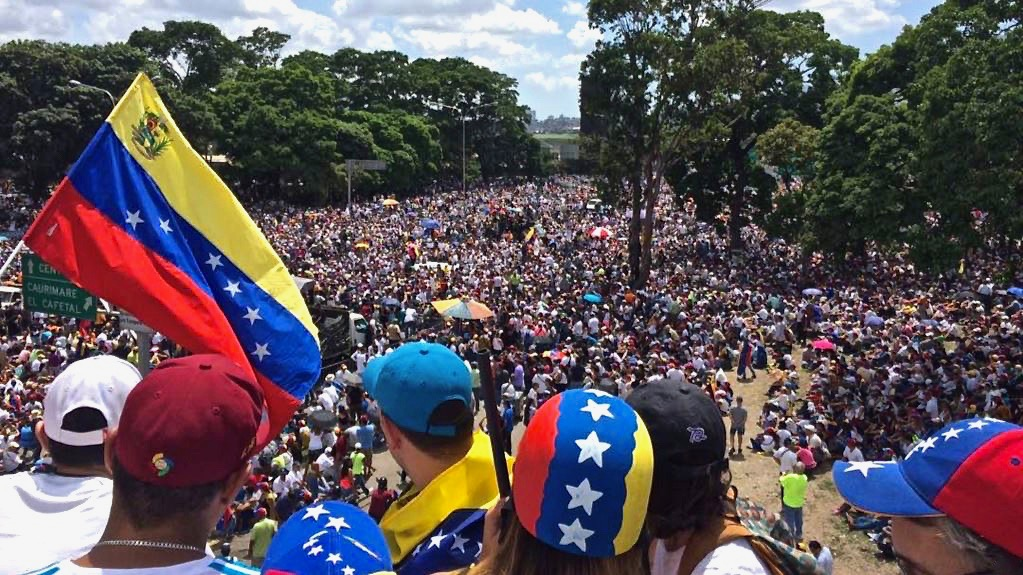
Manifestação contra a reforma constitucional, em maio de 2017. Talvez o ponto mais criticado da reforma pelos sindicatos tenha sido a proibição de participação eleitoral de partidos opositores.

O governo iniciou uma reforma da constituição que exigia que o governo teria um teto para o déficit que não poderia ser ultrapassado.
Três anos após a instalação da Assembleia Constituinte, nada foi feito, não se discutiu, nenhum projeto de reforma foi aprovado e a instituição será encerrada em dezembro de 2020, descartando tal reforma; tudo foi tempo perdido com um único objetivo: bloquear o exercício da Assembleia Nacional de maioria opositora. Durante seu período de existência, ela foi considerada ilegal e inconstitucional, sendo composta por 545 constituintes, todos pertencentes ao partido do governo, sem a participação de partidos opositores, tendo transcorrido mais de 1173 dias, doze vezes mais tempo e quatro vezes mais deputados do que a constituinte de 1999

### Medidas econômicas de 2017
O conselho de ministros aprovou um programa de oito reformas econômicas para sua aplicação em vários setores,
entre eles:
- Lei dos Comitês Locais de Abastecimento e Produção.
- Lei do Regime Tributário para o Desenvolvimento Soberano do Arco Mineiro.
- Lei para criar regime especial tributário.
- Lei para criar um Grande Consórcio AgroSul.

### O resgate financeiro da Venezuela (maio de 2017)
Em 27 de março de 2017, após várias semanas em que o risk premium da Venezuela estava em níveis elevados, foi convocada uma reunião para discutir como injetar capital no sistema bancário venezuelano.
Nesse mesmo dia, foi divulgado que as necessidades de capital do sistema bancário venezuelano eram estimadas em 50 milhões de dólares. Finalmente, o CAF - Banco de Desenvolvimento da América Latina e do Caribe comunicou sua intenção de aportar até 40 milhões de dólares ao Banco Central de Venezuela pertencente ao governo venezuelano.

### Venezuela em default seletivo (novembro de 2017)
Agências de classificação de risco declararam, em novembro de 2017, que a Venezuela estava em default seletivo, entre elas a Fitch Group sobre a dívida da petrolífera, que foi quase simultânea à da agência Dagong Global Credit Rating.
Da mesma forma, a empresa Standard & Poor's
Para setembro de 2020, a Venezuela permaneceu em suspensão de pagamentos durante os últimos três anos e está tentando renegociar sua dívida perante os tribunais nacionais, oferecendo uma oferta condicional para evitar a prescrição dos bônus, sendo considerada uma prorrogação até 15 de novembro de 2020, já que em outubro não se chegou a um acordo; os detentores de bônus americanos devem se abster de mover ações em um tribunal internacional, mas isso tem se mostrado difícil de aceitar devido às medidas econômicas aplicadas pelo governo dos Estados Unidos para renegociar – para as quais é necessária uma licença especial das autoridades regulatórias. O país encontra-se sem liquidez e entrando em seu sétimo ano de recessão.

### Medidas econômicas de 2018
- Em 30 de abril, o salário mínimo, insuficiente para a hiperinflação, foi aumentado de 392.642 Bs. para 1 milhão de bolívares (o salário caiu de 12 dólares para 8 dólares mensais).[159]
- Aumento de 95,4 % no salário mínimo, definido pelo montante de 2 555 500 bolívares (equivalente a US$ 4.36 mensais).
- Em maio de 2018, ocorreu a intervenção do Banesco, o maior banco da Venezuela.[160]

### Suposto Plano de recuperação econômica (agosto de 2018)
Dada a magnitude histórica desta crise econômica, Maduro apresentou em 17 de agosto um plano para o estímulo da economia e do emprego, um projeto com 9 medidas econômicas para ajudar a mitigar a difícil situação que a economia da Venezuela enfrenta. As medidas são agrupadas em quatro eixos: apoio às famílias, fomento do emprego, apoio ao sistema financeiro e modernização da economia.
Dentre todas as medidas, a mais destacada é a criação da nova moeda nacional, chamada Bolívar Soberano. Dessa forma, foram eliminados cinco zeros da antiga moeda. Outras medidas incluídas no Plano são: aumento do IVA de 12 % para 16 %, aumento dos salários nominais em 6.000 % e elevação do preço da gasolina para níveis internacionais.

## Causas possíveis
A queda abrupta do preço do petróleo, de cerca de 110 dólares por barril no final de 2014 para 50 dólares por barril seis meses depois, foi o principal impacto externo para que muitos problemas estruturais produzissem um choque na economia. O governo de Nicolás Maduro mantinha um gasto social excessivo associado à receita do petróleo, mas, quando o preço caiu, não puderam continuar financiando a economia pública da mesma forma. Além disso, as sanções dos Estados Unidos e uma combinação de má gestão e corrupção contribuíram para que o colapso fosse muito mais grave do que o próprio choque dos preços do petróleo teria causado.

### Política econômica equivocada
Desde 2003, o governo de Chávez decretou um controle de preços e restrições aos cidadãos no acesso à moeda estrangeira (ver CADIVI). Essas e outras medidas introduziram disfunções na dinâmica econômica, fazendo com que alguns desequilíbrios se mantivessem artificialmente. Isso resultou em escassez de certos alimentos e, ainda mais grave, na crise bancária de 2009 en Venezuela. Tudo isso dificultou o acesso de muitas empresas ao crédito, o que, a médio prazo, resultou na queda da produção. Ainda assim, os altos preços do petróleo permitiam ao governo cumprir seus compromissos e manter um elevado gasto público, pelo menos até 2014, quando uma queda notável do preço do petróleo tornaria esse gasto insustentável.

### Gasto público excessivo e aumento da dívida
Por volta de 2011, o gasto público atingiu seu recorde histórico, 39,4 % do PIB. No mesmo ano, a receita do Estado era um pouco menor, 31,1 %.
A diferença era suportável e era obtida através do endividamento estatal. No entanto, com o avanço da crise, as receitas públicas caíram muito mais rapidamente que o gasto público, o que levou a um notório endividamento do Estado. A dívida bruta do governo passou de um modesto 27,6 % em 2009, para 85,4 % em 2013, 133,6 % em 2017 e 327,7 % no seu pico em 2020.
Esse nível de endividamento fez com que o risk premium da Venezuela e suas classificações de crédito piorassem significativamente, dificultando que o governo conseguisse empréstimos no exterior a um custo razoável. O governo tentou reduzir o gasto público a partir de 2013, mas somente em 2019 ele caiu para 18,7 % do PIB, em comparação com 36,7 % do ano anterior, já que naquele ano a receita pública havia sido reduzida para apenas 8,7 % do PIB – de modo que um gasto público acima de 30 % era absolutamente insustentável. Durante todo o período de crise, o balanço estrutural entre receitas e despesas foi negativo, fazendo com que a dívida pública continuasse a aumentar.

## Consequências

### Emigração
Entre 2014 e 2021, mais de três milhões de venezuelanos deixaram o país, migrando principalmente para os países vizinhos. A população passou de 30,71 milhões em 2016, seu recorde histórico, para 26,54 milhões em 2022.
Isso significa que cerca de 25 % da população abandonou o país.

### Aumento da desigualdade
Entre 2014 e 2018, a crise afetou toda a população, mas os mais pobres perderam muito mais do que os mais ricos.

### Crise alimentar
A crise causou uma contração do consumo privado em geral e, mais especificamente, do consumo de alimentos. No período 2015–2016, os gastos com alimentos contraíram 6 % em termos reais. Entre os alimentos cujo consumo per capita sofreu a maior redução estão aqueles que fornecem mais proteínas e, em geral, os alimentos frescos como carnes, peixes e frutas. A produção de derivados lácteos e o consumo de açúcar aumentaram, provavelmente usados como substitutos para produtos de primeira qualidade mais caros (carnes e peixes frescos).

### Sistema de saúde pública
A crise econômica na Venezuela afeta o sistema público de saúde, com a escassez de materiais médicos em salas de cirurgia públicas atingindo 74 %, e 34 % nas emergências», diz o relatório da ONG Médicos pela Salud.

### Desgaste do oficialismo
Desde 2015, pesquisas do IVAD revelaram um declínio progressivo no número de eleitores potenciais para o principal partido que governou durante a crise, o Partido Socialista Unido de Venezuela. Esse desgaste começou a se manifestar com o aumento de partidos políticos fartos da corrupção política (absenteísmo do trabalho, nepotismo, latrocinio, caciquismo...) e da crise institucional, que inicialmente foram lideradas pelas forças existentes na Assembleia Nacional, como Voluntad Popular. Posteriormente, nas eleições para o Parlamento Venezuelano de 2015, a Mesa de la Unidad Democrática obteve mais de 56 % dos votos.
A partir de junho de 2016, todas as pesquisas revelaram um forte aumento de apoio à MUD, que, no início de 2015, era a principal força em intenção de voto, e parecia ter chances de chegar ao governo nas eleições presidenciais de 2018. Durante a primeira parte de 2017, houve amplo debate sobre a possibilidade de o novo partido conseguir vencer as eleições.

### Hiperinflação
Declarada a partir de novembro de 2017, as diferentes medidas econômicas adotadas até o presente não conseguiram conter a devalorização da moeda nacional; muitos bônus da dívida estão em default e não houve aumento na produção de petróleo nem das exportações não tradicionais, os indicadores econômicos continuam muito elevados, e o ano de 2019 terminou com uma inflação anual de 7.374,4%.

### Fechamento de empresas multinacionais
O controle de câmbio e de preços, a limitação de divisas e os altos níveis de inflação fazem com que os empresários venezuelanos tenham problemas para realizar seu trabalho cotidiano. Algumas organizações conseguem se manter, apesar da turbulência; 28 mil foram forçadas a fechar em 2015.
Apesar de não haver uma cifra oficial, o comportamento dos últimos anos oferece uma noção do que ocorreu em 2015 em termos de fechamento de empresas: 52 % das empresas que operavam em 2001 fecharam suas portas. A Venezuela passou de ter 672.642 empresas para 324.732 em janeiro de 2015. No estado de Zulia, aproximadamente 3.000 fecharam. Segundo o presidente da União Empresarial do Comércio e dos Serviços do Estado de Zulia (UCEZ), Gilberto Gudiño Millán, o excesso de controles é uma das principais causas da conjuntura econômica que o país enfrenta e que leva os empresários a cessarem suas atividades.
Durante 2014, houve uma corrida de empresas do país que, contra todas as previsões, decidiram sair ou se mudar para outras nações, como a empresa Wonder de Venezuela (empresa têxtil), Clorox e Pine-sol (empresas de produtos de limpeza) e a companhia metal-mecânica EFCO de Venezuela.
Outras multinacionais optaram por adotar outra medida: desagregar de seus balanços financeiros suas operações venezuelanas para evitar que as perdas no país reduzissem os lucros da empresa. Isso foi feito por empresas fornecedoras de serviços petrolíferos como Halliburton e Schlumberger, assim como Ford e a empresa Zara, que em abril de 2014 fechou seis lojas em todo o país.

### Taxa de suicídios
O aumento dos casos de suicídio, de acordo com o Observatório Social Humanitário (OSH), nos últimos dois anos, a taxa de suicídios na Venezuela aumentou 11 %, de 306 casos em 2020 para 341 vítimas em 2022. “Estamos considerando o efeito da hiperinflação, que tem um aumento exponencial, e o efeito do luto migratório que gerou um impacto brutal na família, existe uma pressão devido à tristeza pela ausência da pessoa”, explicou Aaron Espinoza, presidente do Instituto de Previdência Social do Psicólogo. Dos 48 centros psiquiátricos públicos no país, vários enfrentam deterioração das instalações, déficit de recursos e falta de pessoal. Víctor Méndez, presidente do Colégio de Psicólogos de Miranda, advertiu: “As principais vítimas de suicídio são crianças, adolescentes e idosos”, “o venezuelano se encontra imerso em um contexto sociopolítico e econômico bastante complicado e as respostas foram muito restringidas, de modo que o comportamento impulsivo e agressivo prevalece nessa situação conflituosa. A capacidade de resposta do venezuelano foi mermada”, precisou.
Um total de 39 supostas mortes por suicídio e 18 tentativas de suicídio na cidade de Mérida, entre janeiro e agosto de 2023, revela o Observatório Venezuelano de Violência. 59,5 % envolveram enforcamento, enquanto 27,0 % envolveram o lançamento de pessoas de alturas, ocupando o segundo lugar, deslocando o envenenamento para o terceiro com 10,8 %. O quarto lugar ficou com o uso de armas de fogo, com 2,7 %.

### Outras consequências
A crise econômica não produziu um aumento de roubos nem de assaltos, pelo menos de forma pública ou visível. Ao contrário, segundo dados institucionais, a taxa de criminalidade na Venezuela continuou com uma tendência de queda.

## 2
1. ↑  «More than in recession, Venezuela has already entered "economic depression"». KonZapata (em espanhol). 5 de dezembro de 2017. Consultado em 2 de julho de 2018
2. ↑  The economic collapse of Venezuela “has no precedent”. Published on 15 March 2019. Accessed on 16 March 2019.
3. ↑  Guide to understanding the economic collapse of Venezuela. Published on 30 October 2018. Accessed on 16 March 2019.
4. ↑  «The shortage of wheat flour is driving bakers in Zulia crazy». Consultado em 11 de abril de 2024. Arquivado do original em 1 de junho de 2020
5. ↑  Superintendencia de las Instituciones del Sector Bancario. «Instituições Bancárias intervenientes e em liquidação». Consultado em 23 de junho de 2013. Cópia arquivada em 10 de maio de 2013
6. ↑  «Banking crisis in Venezuela: ATMs run out of cash and points of sale do not work». PanAm Post (em espanhol). 2 de dezembro de 2016. Consultado em 1 de maio de 2018
7. ↑  «Businessmen still waiting for an alternative to obtain foreign currency» (em espanhol). 13 de março de 2013. Consultado em 2013 Verifique data em: |acessodata= (ajuda)
8. ↑  «The increase in public spending and its impact on Venezuelans; by Anabella Abadi and Marinell Falcón» (em Español (Spain)). 1 de julho de 2015
9. ↑  «They warn of the "deterioration" of the Venezuelan industry». Actualidad laboral (em espanhol). 4 de agosto de 2015. Consultado em 2015 Verifique data em: |acessodata= (ajuda)
10. ↑  «The Venezuelan food industry denounces the greatest crisis in its history». 2016. Consultado em 1 de maio de 2018. Arquivado do original em 14 de fevereiro de 2017
11. ↑  aljazeera.com (ed.). «Venezuela: What is happening?». Consultado em 22 de abril de 2017
12. ↑  «IMF forecasts hyperinflation for Venezuela at 10 million percent». El Siglo. 10 de outubro de 2018. Consultado em 8 de dezembro de 2018
13. ↑  «enormous queues of trucks, buses and tractor-trailers to refuel. We spent two, three, four days in line to load a ration» «Venezuela could be 'on the verge of a shutdown' due to the lack of diesel». Banca y Negocios. 13 de março de 2021
14. ↑  «They indicate that the fragility of the Venezuelan economy is debunking the myth that "Venezuela got fixed"». Decifrado. 27 de janeiro de 2023
15. ↑  «The Atlas of Economic Complexity» (em inglês). Consultado em 9 de setembro de 2014
16. ↑  CADIVI, CADIVI, a necessary measure
17. ↑  Gupta, Girish (24 de janeiro de 2014). «The 'Cheapest' Country in the World». TIME. Consultado em 26 de janeiro de 2014. Arquivado do original em 24 de janeiro de 2014
18. ↑  Pons, Corina (14 de janeiro de 2014). «McDonald's Agrees to Cut the Price of a Venezuelan Big Mac Combo». Bloomberg. Consultado em 26 de janeiro de 2014
19. ↑  Goodman, Joshua (22 de janeiro de 2014). «Venezuela overhauls foreign exchange system». Bloomberg. Consultado em 26 de janeiro de 2014
20. ↑  Vyas, Kejal (30 de dezembro de 2013). «Venezuela's Consumer Prices Climbed 56% in 2013». Wall Street Journal. Consultado em 26 de janeiro de 2014
21. ↑  «Venezuela inflation data under scrutiny». Buenos Aires Herald (em inglês). 31 de dezembro de 2013. Consultado em 26 de janeiro de 2014
22. 1 2  «Na opinião do parlamentar, a hiperinflação significa “exclusão”»«Venezuelan inflation in 2019 exceeded 7000%, according to the AN commission». Notitarde. 13 de janeiro de 2020. Consultado em 14 de janeiro de 2020. Arquivado do original em 14 de janeiro de 2020
23. ↑  «"Venezuela will not come out of hyperinflation in 2020," according to an economist». El Aragueño.com. 18 de fevereiro de 2020. Consultado em 4 de março de 2020. Arquivado do original em 20 de fevereiro de 2020
24. ↑  «Deputy Alvarado: Venezuela remains in hyperinflation and that will last 12 more months». Primera página. 14 de fevereiro de 2020. Consultado em 4 de março de 2020. Arquivado do original em 20 de fevereiro de 2020
25. ↑  FONDEN and Lehman Brothers.
26. ↑  «Government forced to assume Lehman Brothers notes». Economía Noticias. 2008. Consultado em 10 de agosto de 2019. Cópia arquivada em 10 de agosto de 2019
27. ↑  «THE INFLATION REALITY». POR JESÚS CASIQUE. 1 de abril de 2013
28. ↑  «BANKING INSTITUTIONS INTERVENED AND IN LIQUIDATION». SUDEBAN – archive. 12 de outubro de 2010. Consultado em 28 de maio de 2019. Arquivado do original em 10 de maio de 2013
29. ↑  «The economic legacy of Chávez». by Ángel García Banchs. 8 de março de 2013
30. ↑  «https://www.lapatilla.com/site/2018/01/08/la-inflacion-cerro-en-2-616-en-2017-segun-la-an/» Ligação externa em |título= (ajuda)
31. ↑  «Constituent Decree establishing the Derogation of the Exchange Rate Regime and its Illicit Acts» (PDF). TSJ.gob. 2 de agosto de 2018
32. ↑  «GACETA Nº41624 Resolution by which banking institutions governed by the Decree with Rank, Value, and Force of Law of Banking Sector Institutions authorized to act as exchange operators in the foreign exchange market are enabled to negotiate foreign currency transactions» (PDF). Banco Central de Venezuela. 2 de maio de 2019
33. ↑  «HISTORICAL TABLE FROM 1956 TO 2016 by Carolina Sotelo». TSM Consultores. 2016
34. ↑  «AN: Venezuela registered an inflation of 3,713% during 2020». Desifrado. 6 de janeiro de 2021
35. ↑  «OVF: inflation rose 6% in December and 660% in 2021 but hyperinflation has not ended». Banca y Negocios. 10 de janeiro de 2022
36. ↑  «OVF: Venezuela closed 2022 with an inflation of 305,7%». Finanzas Digital. 5 de janeiro de 2022. Consultado em 17 de maio de 2023. Arquivado do original em 5 de janeiro de 2023
37. ↑  «In Venezuela, the significance and leading role of Labor Day has been restored». 1 de maio de 2015. Consultado em 11 de abril de 2024. Arquivado do original em 17 de fevereiro de 2020
38. ↑  «Informal workers are disappointed with the new LOT». 3 de abril de 2013
39. ↑  «Central obrera cifra en 18,5 % la tasa de desempleo en Venezuela»
40. ↑  «Active population survey»
41. ↑  «26,5% of the Venezuelan youth workforce is unemployed». 9 de maio de 2016. Consultado em 7 de abril de 2017. Cópia arquivada em 25 de fevereiro de 2017
42. ↑  «The economist Luis Oliveros commented on the figures provided by Nicolás Maduro’s Government, stating that the 7% figure reflects misinformation.» «IMF estimates Venezuela's unemployment rate at 58.3%: 'The highest in the world'». Banca y Negocios. 27 de abril de 2021
43. 1 2  «Profile of the labor market and recent evolution of labor income in Venezuela: an analysis based on microdata». BID. Janeiro de 2023
44. ↑  «Venezuela's unemployment rate dropped to 7.8% in 2022». Infobae. 13 de janeiro de 2023. Consultado em 30 de setembro de 2023
45. ↑  «http://es.actualitix.com/pais/ven/venezuela-tasa-de-desempleo.php» (em espanhol). 10 de janeiro de 2016 Ligação externa em |título= (ajuda)
46. ↑  «Venezuela's unemployment rate dropped to 7.8% in 2022». Infobae. 23 de janeiro de 2023
47. ↑  IMF. «World Database»
48. ↑  Eliana Pantoja (21 de fevereiro de 2015). «Venezuela, second country with the lowest minimum wage in Latin America, after Cuba». Diario Las Américas. Consultado em 6 de abril de 2017
49. ↑  «76% of Venezuelans are income poor, according to Encovi 2015» (em espanhol). 21 de novembro de 2015. Consultado em 7 de abril de 2017. Cópia arquivada em 25 de fevereiro de 2017
50. ↑  «Poverty in Venezuela: debunking the myth with numbers; by A. Oliveros, C. Parilli and P. Navarro» (em espanhol)
51. ↑  «Venezuela went from being the third to the sixth largest economy in the region». El Interés (em inglês). 8 de maio de 2017. Consultado em 2 de maio de 2018
52. ↑  Moleiro (29 de novembro de 2022). «Venezuela announces an economic growth of 18 percentage points for 2022». El País. PRISA. Consultado em 28 de agosto de 2023
53. 1 2  «S&P cuts Venezuela credit rating to B-minus» (em inglês). Al Jazeera. 13 de dezembro de 2013. Consultado em 18 de setembro de 2014
54. 1 2 3 4  Dulaney, Chelsey; Vyas, Kejal (16 de setembro de 2014). «S&P Downgrades Venezuela on Worsening Economy Rising Inflation, Economic Pressures Prompt Rating Cut» (em inglês). The Wall Street Journal. Consultado em 18 de setembro de 2014
55. 1 2 3  «Moody's downgrades Venezuela to Caa1; outlook negative». Moody's Investors Service (em inglês). Consultado em 18 de setembro de 2014
56. ↑  Bases, Daniel (17 de junho de 2013). «Update 2-S&P downgrades Venezuela's sovereign credit rating to B» (em inglês). Reuters. Consultado em 18 de setembro de 2014. Arquivado do original em 22 de julho de 2014
57. 1 2  «Fitch Downgrades Venezuela to 'B'; Outlook Negative» (em inglês). Reuters. 25 de março de 2014. Consultado em 18 de setembro de 2014. Arquivado do original em 26 de agosto de 2014
58. ↑  «Devaluation and Inflation, concepts and joint effect». Consultado em 6 de abril de 2017. Cópia arquivada em 1 de abril de 2017
59. ↑  «Venezuela enters hyperinflation for the first time in its history». www.efe.com (em espanhol). Consultado em 2 de maio de 2018
60. ↑  «BCV reported that the inflation for 2015 was 180.9%». Consultado em 2015. Cópia arquivada em 4 de maio de 2017 Verifique data em: |acessodata= (ajuda)
61. ↑  administrador. «Latin American countries with the highest external debt and inflation. | Villeweb». villeweb.com (em espanhol). Consultado em 1 de maio de 2018. Cópia arquivada em 2 de maio de 2018
62. ↑  «Venezuela - Public Debt (% of GDP) - 2016». es.actualitix.com (em espanhol). Consultado em 2 de maio de 2018
63. ↑  «IMF calculates the cost of a possible rescue of Venezuela». El Observador (em espanhol). Consultado em 2 de maio de 2018
64. ↑  elEconomista.es. «Venezuela spikes its default risk: it is eight times higher than Greece's - elEconomista.es» (em espanhol). Consultado em 2 de maio de 2018
65. ↑  «HISTORICAL DATA OF VENEZUELA'S INTERNATIONAL RESERVES». Economía.com. 26 de abril de 2018
66. ↑  «Venezuela's public debt reaches $130,633 million, according to the AN». Efectococuyo. 29 de agosto de 2019
67. ↑  «Torino: Venezuelan external debt represents 186% of GDP». Banca y Negocios. 5 de maio de 2019
68. ↑  «SUDEBAN». www.eastwebside.com (em espanhol). Consultado em 30 de maio de 2018. Cópia arquivada em 11 de agosto de 2016
69. ↑  «Venezuelan Public Banking» (PDF)
70. ↑  editor. «Venezuela: Bank delinquency increases». www.noticred.com (em espanhol). Consultado em 25 de abril de 2018. Cópia arquivada em 26 de abril de 2018
71. ↑  «More than $2,000 million in overdue payments accumulated by PDVSA and Venezuela». Banca y Negocios. 7 de março de 2018
72. ↑  «Citgo begins payment of interest for $71.6 million on PDVSA 2020 bond». Banca y Negocios. 17 de maio de 2019
73. ↑  «US Treasury saves Venezuela from losing possession of Citgo for three months». El Nuevo Herald. 24 de outubro de 2019
74. ↑  A financial cataclysm that seems to have no end – elmundo.es.
75. ↑  «Oil Boom in Venezuela». 8 de maio de 2019
76. ↑  «Since 2007, Venezuela has received 56 billion dollars from China - El Impulso». 28 de julho de 2014
77. ↑  «Payment schedule of external debt bonds - Rendivalores»
78. ↑  ztgroupcorp (14 de junho de 2012). «Government proposals highlight differences between Capriles and Chávez – El Impulso». El Impulso (em espanhol). Consultado em 30 de abril de 2018
79. ↑  «2012 was the year of the acceleration of the Venezuelan economy – Tremendous presidential farce». Consultado em 6 de abril de 2017. Arquivado do original em 7 de abril de 2017
80. ↑  ztgroupcorp (29 de dezembro de 2012). «Venezuela reaches 19.9% inflation in 2012 – El Impulso». El Impulso (em espanhol). Consultado em 30 de abril de 2018
81. ↑  «Chávez says he does not hand over political command, he delegates it – Nacional y Política – El Universal». www.eluniversal.com. Consultado em 27 de maio de 2016
82. ↑  «Chávez delegates economic responsibilities to Maduro». www.elmundo.com.ve. El Mundo (Venezuela). 26 de dezembro de 2012. Consultado em 27 de maio de 2016. Cópia arquivada em 8 de agosto de 2016
83. ↑  «Government denies crisis in Venezuela». Consultado em 7 de abril de 2017. Cópia arquivada em 2 de fevereiro de 2017
84. ↑  «This is how the Venezuelan economy stands after a year of Maduro in power – Read more at: http://www.elmundo.com.ve/noticias/economia/politicas-publicas/asi-esta-la-economia-venezolana-tras-un-ano-de-mad.aspx#ixzz4dVWDklhQ». 2014. Consultado em 6 de abril de 2017. Cópia arquivada em 6 de abril de 2017 Ligação externa em |título= (ajuda)
85. ↑  «The economic measures announced by President Maduro». El Mundo. 7 de novembro de 2013. Consultado em 6 de outubro de 2024. Cópia arquivada em 21 de agosto de 2017
86. ↑  «Maduro announces measures to combat price and currency speculation». www.lapatilla.com (em espanhol). Consultado em 30 de abril de 2018
87. ↑  «Nicolás Maduro described 2012 as a "year of historic achievements"». Noticias 24. Consultado em 6 de outubro de 2024. Cópia arquivada em 7 de abril de 2017
88. 1 2  «http://www.telesurtv.net/articulos/2013/07/01/presidente-nicolas-maduro-arribo-a-rusia-para-reunirse-con-vladimir-putin-8000.html» Ligação externa em |título= (ajuda)
89. ↑  «http://www.minci.gob.ve/2013/06/culmina-viii-comision-mixta-portugal-venezuela/». Consultado em 30 de abril de 2018. Arquivado do original em 7 de novembro de 2017 Ligação externa em |título= (ajuda)
90. ↑  «http://www.elmundo.com.ve/noticias/actualidad/politica/las-5-claves-de-la-gira-presidencial-de-nicolas-ma.aspx». Consultado em 30 de abril de 2018. Cópia arquivada em 4 de agosto de 2017 Ligação externa em |título= (ajuda)
91. ↑  «http://www.telesurtv.net/articulos/2013/07/01/vladimir-putin-inaugura-cumbre-del-foro-de-paises-exportadores-de-gas-127.html» Ligação externa em |título= (ajuda)
92. ↑  «http://actualidad.rt.com/actualidad/view/99037-rusia-moscu-rendir-homenaje-chavez» Ligação externa em |título= (ajuda)
93. ↑  «Apagão afetou 70% do país». Últimas Noticias. 3 de setembro de 2013. Consultado em 22 de junho de 2014. Cópia arquivada em 29 de novembro de 2014
94. ↑  «Power cut leaves most of Venezuela without electricity» (em inglês). BBC. 4 de setembro de 2013. Consultado em 22 de junho de 2014
95. ↑  «Power cut paralyses Venezuela». The Guardian (em inglês). 4 de setembro de 2013. Consultado em 14 de dezembro de 2013
96. ↑  «Venezuela Power Outage Plunges Most Of Nation Into Darkness». Huffington Post (em inglês). 2 de dezembro de 2013. Consultado em 14 de dezembro de 2013
97. ↑  «Venezuela's power cut was 'sabotage' - President Maduro». BBC News. 4 de dezembro de 2013. Consultado em 22 de junho de 2014
98. ↑  «http://www.eluniversal.com/economia/140424/economia-venezolana-crecio-13-en-2013» Ligação externa em |título= (ajuda)
99. 1 2 3 4  Lezama Aranguren, Erick (9 de novembro de 2014). «The aftermath of the "dakazo", one year later». El Tiempo (Anzoátegui). Consultado em 12 de novembro de 2014. Cópia arquivada em 12 de novembro de 2014
100. 1 2  Cawthorne, Andrew; Rawlins, Carlos (9 de novembro de 2013). «Maduro government 'occupies' Venezuela electronics chain». Reuters. Consultado em 12 de novembro de 2014. Arquivado do original em |arquivourl= requer |arquivodata= (ajuda)
101. ↑  López, Virginia (15 de novembro de 2013). «Venezuelans muse on economic woes that make milk scarce but fridges a steal». The Guardian. Consultado em 19 de fevereiro de 2014
102. ↑  «Watch: Looting in Venezuela after government launches attack on 'bourgeois parasites'». EuroNews. 12 de novembro de 2013. Consultado em 12 de novembro de 2014
103. ↑  Cawthorne, Andrew (10 de novembro de 2013). «Venezuela arrests looters, store bosses in «economic war»» (em inglês). Reuters. Consultado em 12 de novembro de 2014. Arquivado do original em |arquivourl= requer |arquivodata= (ajuda)
104. ↑  Rodríguez, Gustavo (9 de novembro de 2014). «Photos and video. Looting and destruction in Daka – Valencia». Últimas Noticias. Cópia arquivada em 12 de novembro de 2014
105. ↑  Wallis, Daniel; Ore, Diego (30 de dezembro de 2013). «Update 3-Venezuela says inflation slows, economy grew 1.6 pct in 2013» (em inglês). Reuters. Consultado em 12 de novembro de 2014. Arquivado do original em |arquivourl= requer |arquivodata= (ajuda)
106. ↑  Chinea, Eyanir (25 de novembro de 2014). «Venezuela reissues "Dakazo" and launches thousands in search of cheap appliances». Reuters. Consultado em 27 de novembro de 2014. Arquivado do original em 5 de dezembro de 2014
107. ↑  «Doctors at the University Hospital of Caracas suspend surgeries due to lack of supplies». Globovision. 21 de fevereiro de 2014. Consultado em 21 de fevereiro de 2014. Cópia arquivada em 28 de fevereiro de 2014
108. ↑  «Latin America's weakest economies are reaching breaking-point». Economist (em inglês). 1 de fevereiro de 2014
109. ↑  Fernanda Zambrano, María (19 de março de 2014). «Clinics in the country report failures in 109 products». Union Radio. Consultado em 20 de março de 2014. Cópia arquivada em 20 de março de 2014
110. ↑  «Doctors say Venezuela's health care is collapsing». Associated Press. Consultado em 22 de fevereiro de 2014. Arquivado do original em 26 de fevereiro de 2014
111. ↑  «Venezuela's economy enters into deep recession». Consultado em 2014 Verifique data em: |acessodata= (ajuda)
112. ↑  «INE: Unemployment in Venezuela reached 7.9% in January 2015». 2015. Consultado em 10 de abril de 2017. Arquivado do original em 28 de abril de 2020
113. ↑  «Venezuela, the only country that destroys jobs»
114. ↑  «http://merida-digital.com.ve/venezuela-desempleo-en-la-actualidad-por-leonardo-jose-linarez-rivas/». Consultado em 10 de abril de 2017. Cópia arquivada em 10 de abril de 2017 Ligação externa em |título= (ajuda)
115. ↑  «Maduro announces that on Tuesday a new "economic offensive" will start». La Patilla. 22 de abril de 2014. Consultado em 23 de abril de 2014
116. ↑  «Maduro insists on a new "economic offensive"». La Nação. 23 de abril de 2014. Consultado em 1 de maio de 2014. Arquivado do original em 2 de maio de 2014
117. ↑  Sánchez, Fabiola (22 de abril de 2014). «Maduro prepares measures to combat inflation». Metro (Puerto Rico). Consultado em 23 de abril de 2014
118. ↑  «Maduro prepares measures to combat inflation». El Salvador (News). 23 de abril de 2014. Consultado em 1 de maio de 2014
119. ↑  «Maduro calls for the Economic Conference for Peace». El Impulso. 23 de abril de 2014. Consultado em 1 de maio de 2014
120. ↑  Fórmula, Grupo. «President of Venezuela will participate in BRICS meeting in Brazil». www.radioformula.com.mx (em inglês). Consultado em 2 de maio de 2018. Arquivado do original em 3 de maio de 2018
121. ↑  «Russia approves line of credit to Venezuela». BBC Mundo (em espanhol). Consultado em 2 de maio de 2018
122. ↑  Wilson, Peter (2 de novembro de 2014). «Venezuela, with world's largest reserves, imports oil». USA Today. Consultado em 11 de novembro de 2014
123. ↑  «Has the gasoline rationing card arrived?». La Patilla. 1 de maio de 2014. Consultado em 3 de maio de 2014
124. ↑  «Gasoline rationing card?». El Propio. 2 de maio de 2014. Consultado em 3 de maio de 2014. Cópia arquivada em 3 de maio de 2014
125. ↑  «PDVSA asserts that gasoline supply operates "normally"». Globovision. 2 de maio de 2014. Consultado em 3 de maio de 2014. Cópia arquivada em 3 de maio de 2014
126. ↑  Buitrago, Deisy (5 de agosto de 2014). «Venezuelan minister repeats pledge to raise domestic fuel prices». Reuters. Consultado em 10 de agosto de 2014. Arquivado do original em 10 de agosto de 2014
127. ↑  «Ramirez removed as PDVSA head, oil minister in Venezuela shake-up». Reuters. 3 de setembro de 2014. Consultado em 22 de outubro de 2014. Arquivado do original em 26 de junho de 2015
128. ↑  Stone, Mike (9 de setembro de 2014). «Exclusive: PDVSA seeks bids for Citgo in potential $10 billion deal - sources». Reuters. Consultado em 12 de setembro de 2014. Arquivado do original em 11 de setembro de 2014
129. ↑  Boyd, Sebastian; Pitts, Pietro D. (16 de outubro de 2014). «Venezuela Goes From Bad to Worse as Oil Prices Plummet». Bloomberg. Consultado em 26 de setembro de 2024
130. ↑  «Maduro says Venezuela's 2015 budget will set oil at $60 per barrel». Reuters. 17 de outubro de 2014. Consultado em 22 de outubro de 2014. Arquivado do original em 21 de outubro de 2014
131. ↑  Minaya, Ezequiel (21 de outubro de 2014). «Venezuela Prepares 2015 Budget in Wake of Tumbling Oil Prices». The Wall Street Journal. Consultado em 22 de outubro de 2014
132. ↑  Blasco, Emili (23 de abril de 2014). «Venezuela runs out of sufficient foreign currency to pay for imports». ABC News (Spain). Consultado em 24 de abril de 2014
133. ↑  «Public spending rises to 47.9% of Venezuela's GDP». runrun.es (em inglês). Consultado em 1 de maio de 2018
134. ↑  «Maduro returns to Venezuela today to account for his trip». 2015 Parâmetro desconhecido |publication= ignorado (ajuda)
135. ↑  «These are the 7 economic measures announced by President Maduro». Panorama (em espanhol). Consultado em 2 de junho de 2018. Cópia arquivada em 17 de julho de 2018
136. ↑  «AN Commission seeks to know the actual figures of the country's situation». El Mundo. 19 de janeiro de 2016. Consultado em 20 de janeiro de 2016. Cópia arquivada em 31 de janeiro de 2016
137. ↑  «National Assembly rejected the Economic Emergency Decree». El Nacional. 22 de janeiro de 2016. Consultado em 23 de janeiro de 2016. Cópia arquivada em 23 de janeiro de 2016
138. ↑  «President Maduro approves changing the exchange rate from Sicad II to Simadi for the export sector». Noticia24. 22 de janeiro de 2016. Consultado em 23 de janeiro de 2016. Cópia arquivada em 25 de janeiro de 2016
139. ↑  «Maduro announced that 91-octane gasoline will cost Bs. 1 and 95-octane will cost Bs. 6». noticias24.com. 17 de fevereiro de 2016. Consultado em 18 de fevereiro de 2016. Cópia arquivada em 27 de junho de 2019
140. ↑  «Latest News». Últimas Noticias (em espanhol). Consultado em 27 de maio de 2018
141. ↑  «Cencoex from tomorrow will cost Bs 10». 17 de fevereiro de 2016. Consultado em 17 de fevereiro de 2016. Cópia arquivada em 9 de março de 2016
142. ↑  «Maduro devalues the preferential dollar by 58.73%». El Interés (em inglês). Consultado em 18 de fevereiro de 2016
143. ↑  «Increase of the Tax Unit 2016 (Official Gazette 40846)». Venelogía (em espanhol). Consultado em 1 de maio de 2018
144. ↑  «BCV officially unveiled the image of the new banknotes». 7 de dezembro de 2016. Consultado em 11 de dezembro de 2016. Arquivado do original em 10 de dezembro de 2016
145. ↑  Press, Europa (27 de dezembro de 2016). «Venezuela receives an injection of 35 million new banknotes to facilitate currency exchange». europapress.es (em espanhol). Consultado em 29 de abril de 2018
146. ↑  «President of the Central Bank of Venezuela resigns». La Prensa (em espanhol). Consultado em 29 de abril de 2018. Cópia arquivada em 12 de outubro de 2018
147. ↑  Editorial, Reuters. «Fitch downgrades Venezuela's credit rating, citing possible...». LTA (em espanhol). Consultado em 29 de abril de 2018. Arquivado do original em 30 de abril de 2018
148. ↑  «Venezuela skyrockets its default risk: it is eight times higher than Greece - elEconomista.es» (em espanhol). Consultado em 29 de abril de 2018
149. ↑  «Cabello dismisses the possibility that the Venezuelan Constituent Assembly drafts a new Constitution». EFE. 6 de setembro de 2020
150. ↑  «After three years and three months after ceasing functions, the ANC is still in debt with a Constitution project». Crónica Uno. 23 de agosto de 2020
151. ↑  «A "big package" of eight economic laws was presented by Maduro to the ANC on 7 Sep - Efecto Cocuyo». Efecto Cocuyo (em espanhol). 7 de setembro de 2017. Consultado em 1 de maio de 2018. Cópia arquivada em 29 de agosto de 2018
152. ↑  «Guerra: Loan requested by the BCV from the CAF would be illegal». El Nacional (em espanhol). 27 de março de 2017. Consultado em 30 de abril de 2018
153. ↑  «CAF approves a $400 million credit to the Central Bank of Venezuela - Notiespartano». notiespartano.com (em espanhol). Consultado em 30 de abril de 2018. Cópia arquivada em 1 de maio de 2018
154. ↑  «Fitch places PDVSA's debt in "selective default"». Diario las Américas. 14 de novembro de 2017
155. ↑  «Standard & Poor's declares Venezuela in selective default». Forbes. 13 de novembro de 2017
156. ↑  «S&P declares Venezuela in selective default». Finanzas.com. Novembro de 2017
157. ↑  «Venezuela announces 'conditional offer' to bondholders». El Comercio. 15 de setembro de 2020
158. ↑  «Bondholders must suspend lawsuits: These are the conditions of the debt renegotiation offer». banca y negocios. 15 de setembro de 2020
159. ↑  «MINIMUM WAGE WILL BE 1 MILLION BS.». La prensa Lara. 30 de abril de 2018. Consultado em 4 de junho de 2019. Arquivado do original em 4 de junho de 2019
160. ↑  «Maduro's regime announced the 90-day intervention of Banesco, the largest bank in Venezuela». Infobae (em espanhol). Consultado em 4 de maio de 2018
161. ↑  «President Maduro: Economic Recovery Plan guarantees social protection». Globovisión (em espanhol). Consultado em 28 de agosto de 2018
162. ↑  Kiger, Patrick J. «How Venezuela Fell From the Richest Country in South America into Crisis»
163. ↑  IMF data for Venezuela
164. ↑  «UNETE: the gap between rich and poor in Venezuela has increased in recent years». Aporrea (em espanhol). Consultado em 30 de maio de 2018
165. ↑  «Inequality persists in Venezuela». openDemocracy (em inglês). 2 de maio de 2018. Consultado em 30 de maio de 2018
166. ↑  «Consumption will contract by 6%». Consultado em 29 de abril de 2018. Cópia arquivada em 30 de abril de 2018
167. ↑  «Meat consumption fell to its lowest level in 55 years» (em espanhol). 12 de março de 2016
168. ↑  «Shortage of medical supplies in public operating rooms in Venezuela is at 74%, according to survey». Finanzas Digital. 29 de setembro de 2023. Consultado em 10 de outubro de 2023. “the main failures are the medications to lower blood pressure, asthma inhalers, and steroids. The shortage in public hospitals last January was 72%.”
169. ↑  «Opposition may be favored in polls and lose the National Assembly without fraud». Consultado em 29 de julho de 2015. Cópia arquivada em 25 de junho de 2015
170. ↑  «Survey reveals that support for the recall exceeds 88%». 18 de julho de 2016. Consultado em 29 de abril de 2018. Cópia arquivada em 2 de agosto de 2018
171. ↑  «Venezuela ends 2015 with the closure of 28 thousand companies»
172. ↑  «Six multinational companies have closed in Venezuela in the last half of 2016»
173. ↑  «Pine-Sol, Mistolín and Nevex withdraw from Venezuela due to million-dollar losses». 22 de setembro de 2014
174. ↑  «Clorox leaves Venezuela due to government restrictions». 22 de setembro de 2014. Consultado em 7 de abril de 2017. Cópia arquivada em 14 de fevereiro de 2017
175. ↑  «Zara closes three of its stores in Venezuela due to Maduro's policy». 24 de abril de 2014. Consultado em 2014 Verifique data em: |acessodata= (ajuda)
176. ↑  «OSH: suicide cases in Venezuela increased 11% between 2020 and 2022». Runrunes. 6 de março de 2023. Consultado em 1 de outubro de 2023
177. ↑  «They demand real solutions: warn about the high suicide rate in Mérida». El Nacional. 13 de julho de 2023. Consultado em 1 de outubro de 2023
178. ↑  «Alarming increase in suicides in Mérida: the impact of the "imitation effect"». Radio Fe y Alegría. 2 de setembro de 2023. a combination of risk factors associated with suicidal behaviors, such as the diagnosis of illnesses, unresolved grief, family economic crises, sentimental problems, previous suicide attempts, family history of suicides, and the influence of media and social networks.
179. ↑  «Study warns that the suicide rate in Venezuela is increasing at the pace of the economic crisis». Crónica Uno. 31 de maio de 2023
180. ↑  «OVV recorded 256 suicides in Venezuela between January and July». El Diario. 27 de agosto de 2023

## Links externos
- O impacto da crise econômica na educação venezuelana
- O controle de câmbio no governo de Maduro
- Venezuela em coma
- Venezuela: Análise econômica de um país em crise